# Opel Corsa B
Der Opel Corsa B ist ein von Anfang 1993 bis Spätsommer 2000 von General Motors und Opel in Europa gebauter Kleinwagen, der seinen Vorgänger Corsa A ablöste.

## Modellgeschichte

### Allgemeines
Kennzeichnend war ein im Gegensatz zum Vorgänger stark abgerundetes Karosseriedesign, das von dem 1983 vorgestellten Konzeptfahrzeug Opel Junior abgeleitet war. Außenakzente wurden durch Radlaufverbreiterungen aus Kunststoff oder durch die markanten Spiegelkappen gesetzt. Im März 1993 erschien der Corsa B als dreitüriges Schrägheck. Der Fünftürer, der eine steilere C-Säule mit geänderter Heckklappe und schmaleren Heckleuchten hatte, folgte im August 1993.
Anfangs gab es den Corsa B nur mit 1,2- und 1,4-Liter großen Benzinmotoren mit 33 bzw. 44 kW (45 bzw. 60 PS), die noch vom Vorgänger stammten. In Österreich wurde der 1,4-Motor (8V) auf 40 kW (55 PS) gedrosselt, um den Unterhalt steuer- und versicherungstechnisch günstiger zu gestalten.

Das Topmodell GSi hatte wieder den stärksten Motor der Modellreihe und besaß zahlreiche Ausstattungsdetails, die den sportlichen Charakter betonten, so etwa eine in Wagenfarbe gehaltene Verspoilerung. Zwischen Herbst 1993 und Mitte 1994 wurde diese Version mit einem 1,6-Liter 80 kW (109 PS) Ecotec-Motor angeboten. Ab Sommer 1994 bis zum Produktionsende sank die Leistung geringfügig auf 78 kW (106 PS). Der GSi hatte ab 1995 nicht mehr die typische Verspoilerung.

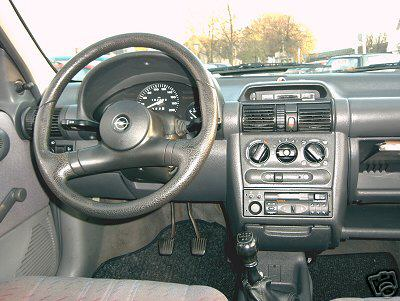
Innenraum
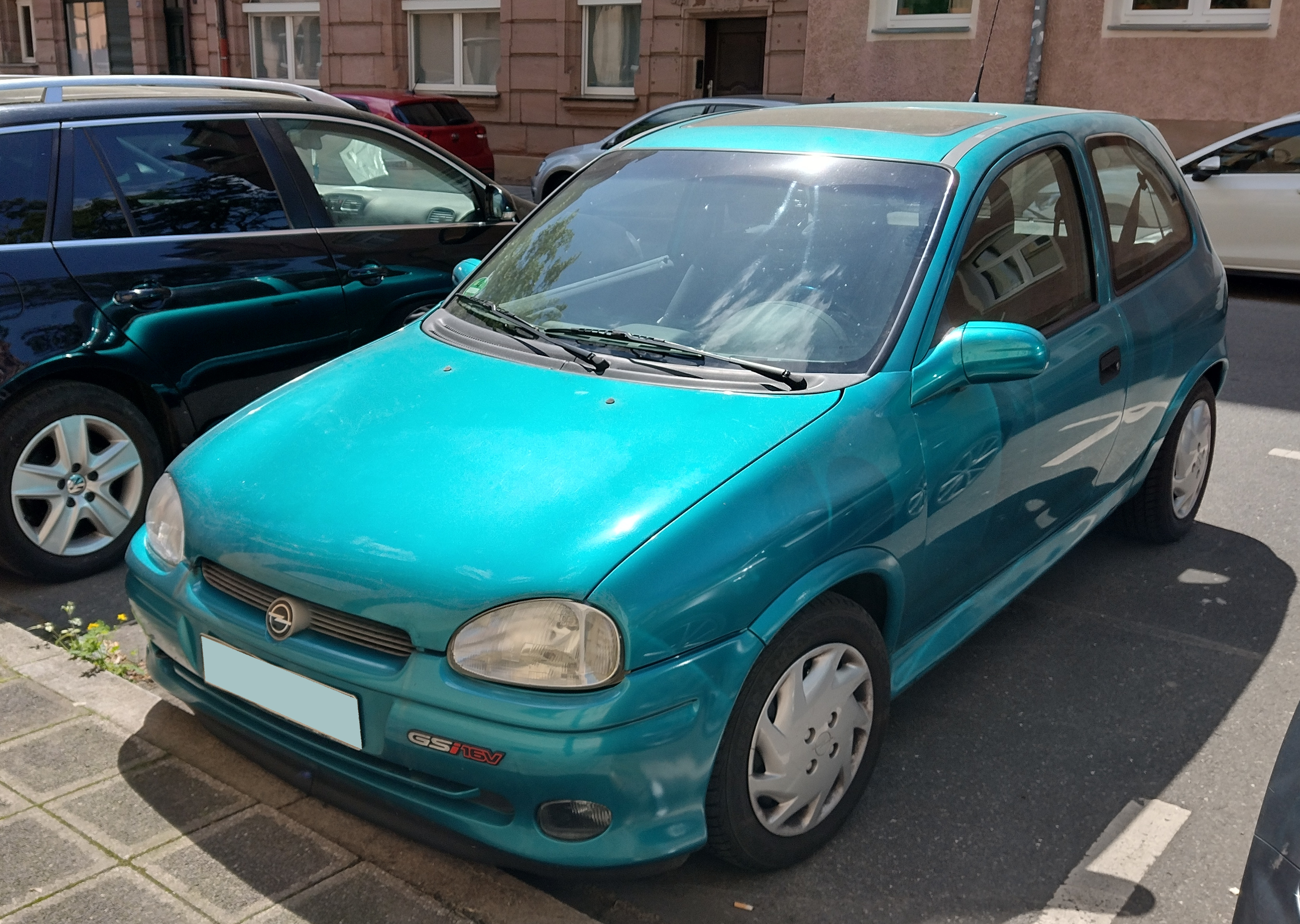
Opel Corsa B GSi 16V (1993–1995)
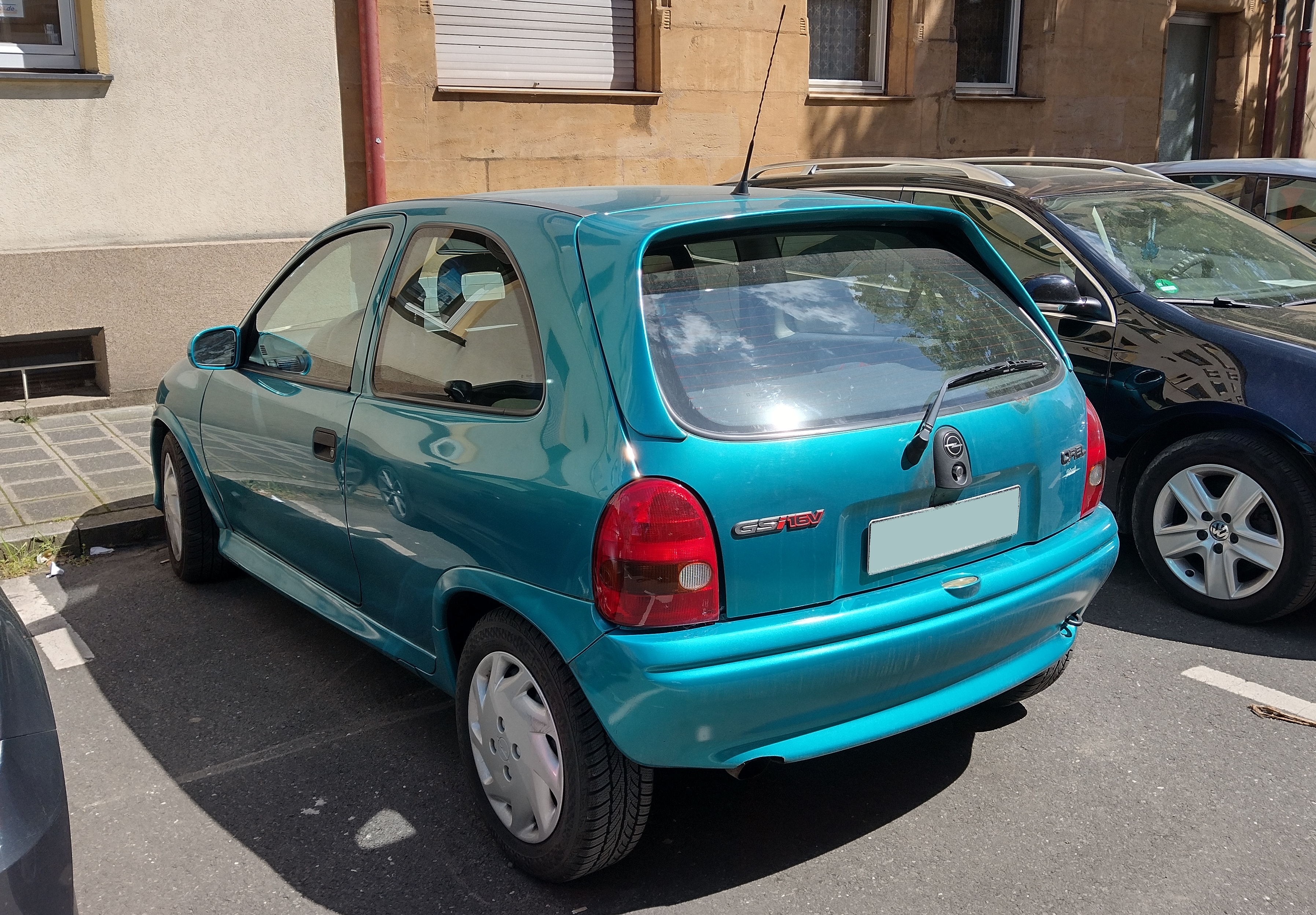
Heckansicht
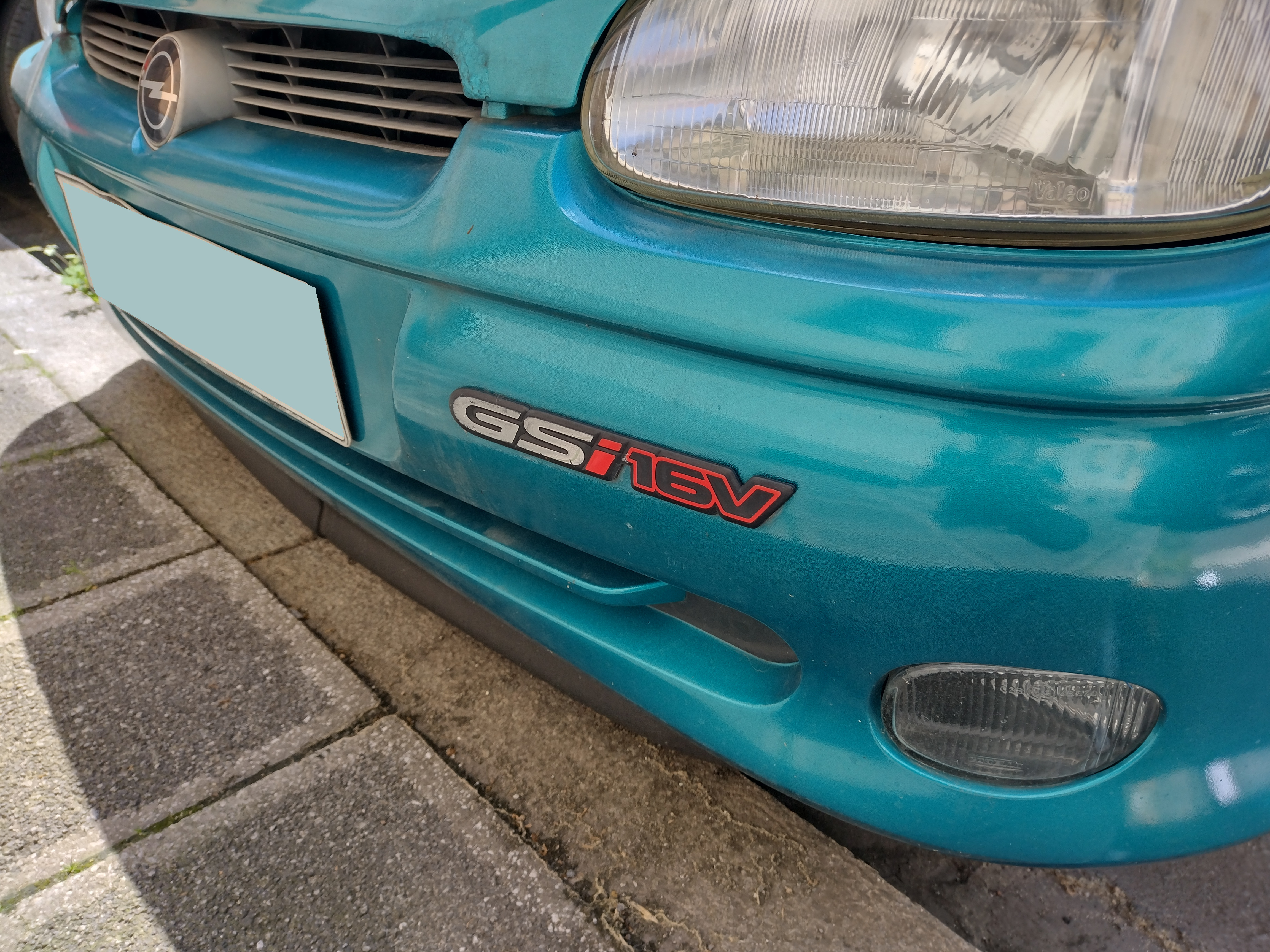
Emblem

Im Sommer 1997 wurde das Motorenprogramm um einen neu konstruierten 1,0-Liter-Dreizylindermotor mit 40 kW (55 PS) und Vierventiltechnik (12V-Motor) ergänzt; er ersetzte den 1,2-Liter-Vierzylinder mit Zweiventiltechnik und 33 kW (45 PS). Für Modelle mit diesem Motor wurde eine elektrische Servolenkung (EPS) eingeführt, um den Verbrauch zu senken. Der 1,4-Liter-8V-Motor wurde im Frühjahr 1998 durch den 1,2-Liter-16V-Motor mit 48 kW (65 PS) abgelöst. Dieser 1,2-Liter-Vierzylinder basierte auf dem 1,0-Liter-Dreizylinder (12V).
Als Dieselmotoren standen anfangs die aus dem Vorgänger bekannten 1,5-l-Diesel mit 37 kW (50 PS) sowie der 1,5-l-Turbodiesel mit 49 kW (67 PS) zur Auswahl. Ab September 1995 ersetzte der 1,7-l-Saugdiesel mit 44 kW (60 PS) den 1,5-l-Diesel mit 37 kW (50 PS). Die Dieselmotoren im Corsa waren keine Opel-Eigenentwicklungen, sondern wurden von dem damaligen, noch zu General Motors gehörenden Hersteller Isuzu übernommen. Die Servolenkung wurde auf Wunsch integriert, da aufgrund der Bauform der Isuzumotoren die Lichtmaschine vorne – im Spritzbereich des rechten Vorderrades – eine angeflanschte Servopumpe enthielt.
Der Corsa Sport wurde bis August 1994 mit einem 1,4-Liter-8V-Motor, der über 60 kW (82 PS) verfügte, angeboten und nach den Werksferien ab September 1994 durch den 1,4-Liter 16V mit 66 kW (90 PS) abgelöst.
Auf Basis des Corsa B entstand das kleine Sportcoupé Tigra, das zwischen Herbst 1994 und Mitte 2001 produziert wurde. Beide Kleinwagen basieren auf der gleichen Plattform und haben eine identische Bodengruppe. Andere Versionen des Corsa B (Stufenheck, Kombi) wurden im deutschsprachigen Raum nicht angeboten.

### Modellpflege
Im Juli 1997 erfolgte ein Facelift. Es umfasste veränderte Front- und Heckschürzen, breitere Seitenschutzleisten und serienmäßige Seitenblinker; das Design der Radzierblenden und Aluminiumfelgen wurde ebenfalls modernisiert. Im Innenraum hielten neue Stoffe und ein Dreispeichen-Airbaglenkrad Einzug, der bisher eckige Schaltknauf wurde durch ein rundes Exemplar ersetzt und die bisherigen Rahmenkopfstützen entfielen.
Vom Corsa B gab es auch eine Lieferwagenversion, die von Herbst 1993 bis Ende 2001 als Opel Combo verkauft wurde.
Der Corsa B wurde im November 2000 durch den Corsa C abgelöst.

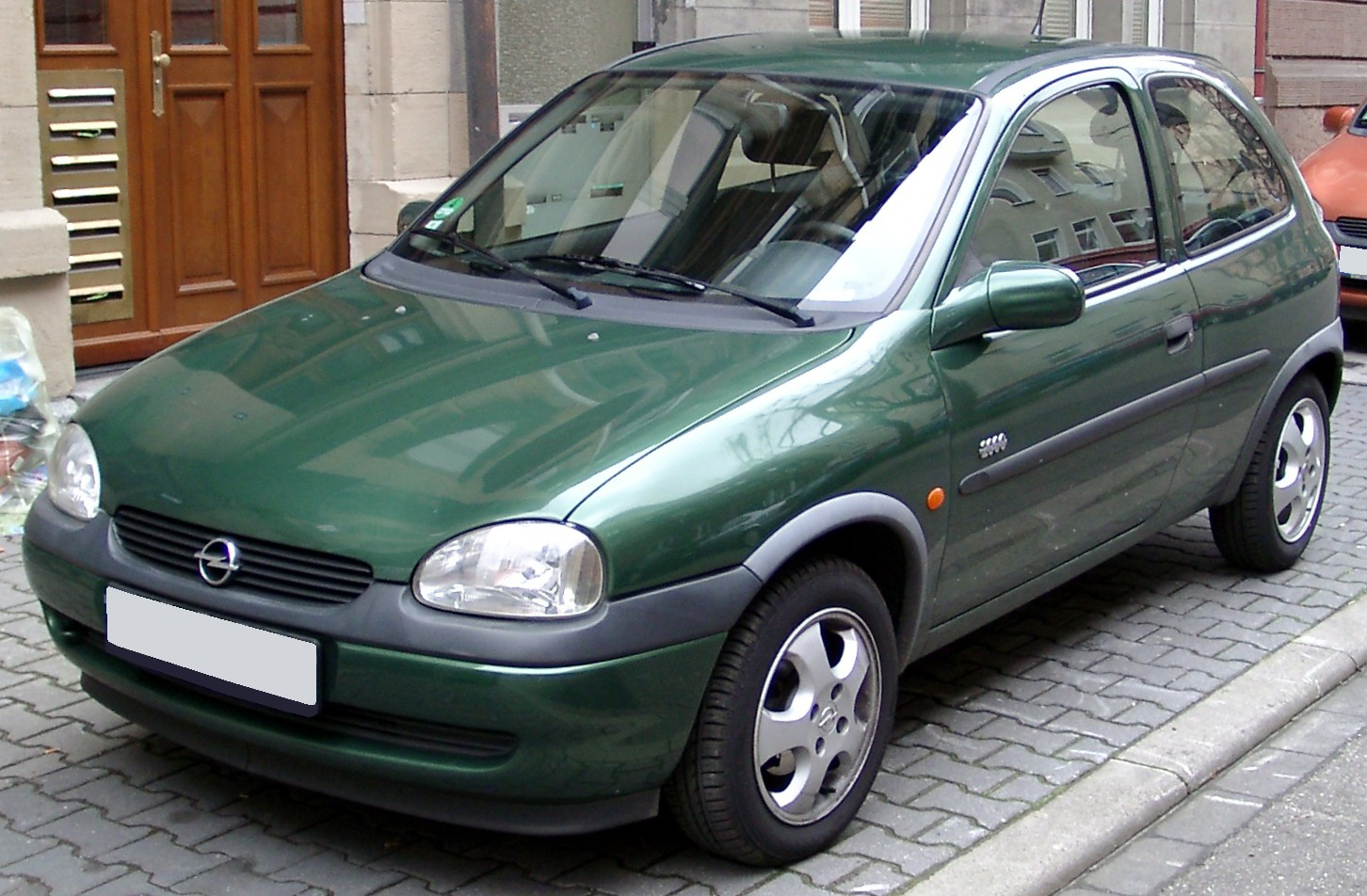
Opel Corsa Dreitürer (1997–2000)
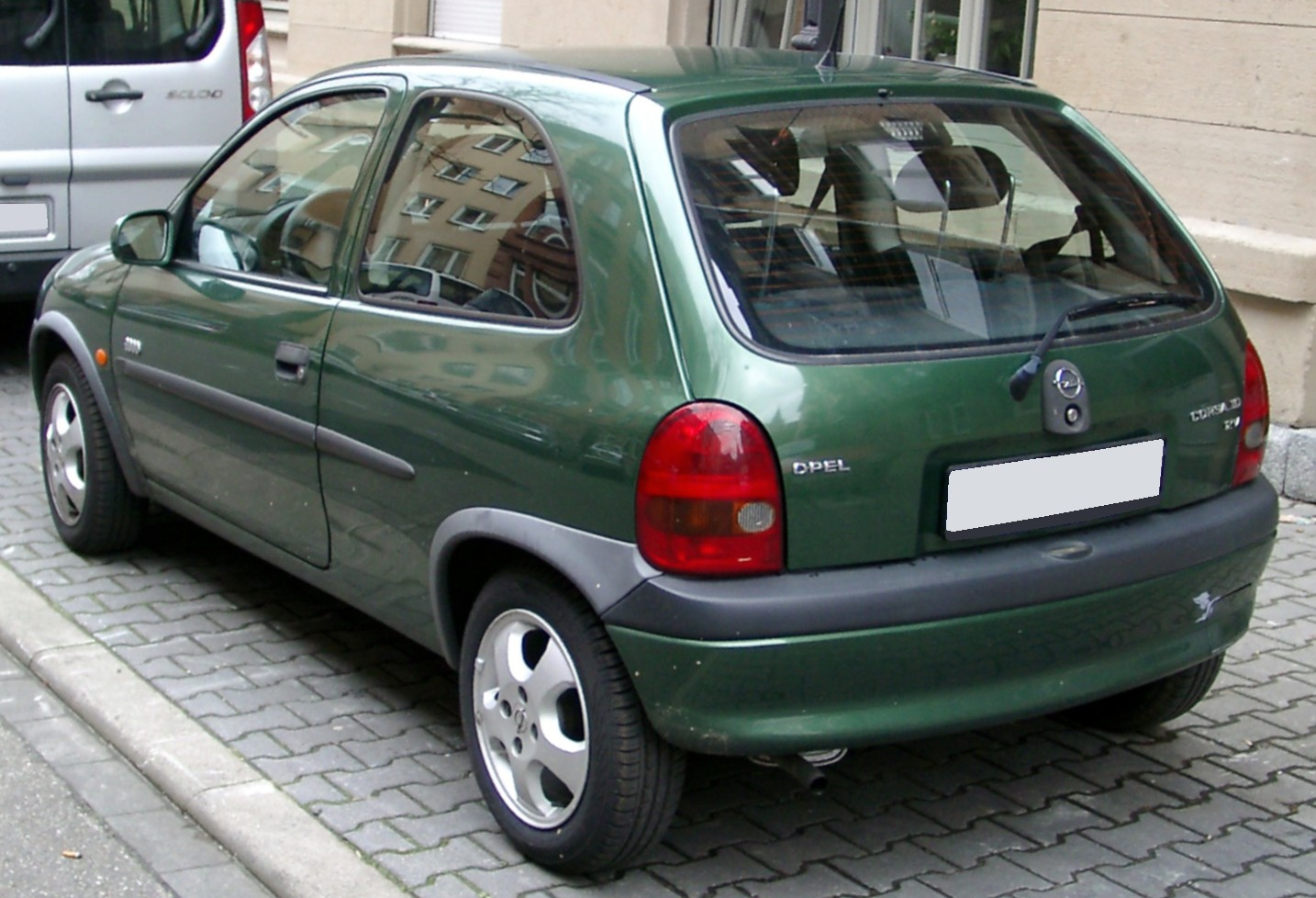
Heckansicht
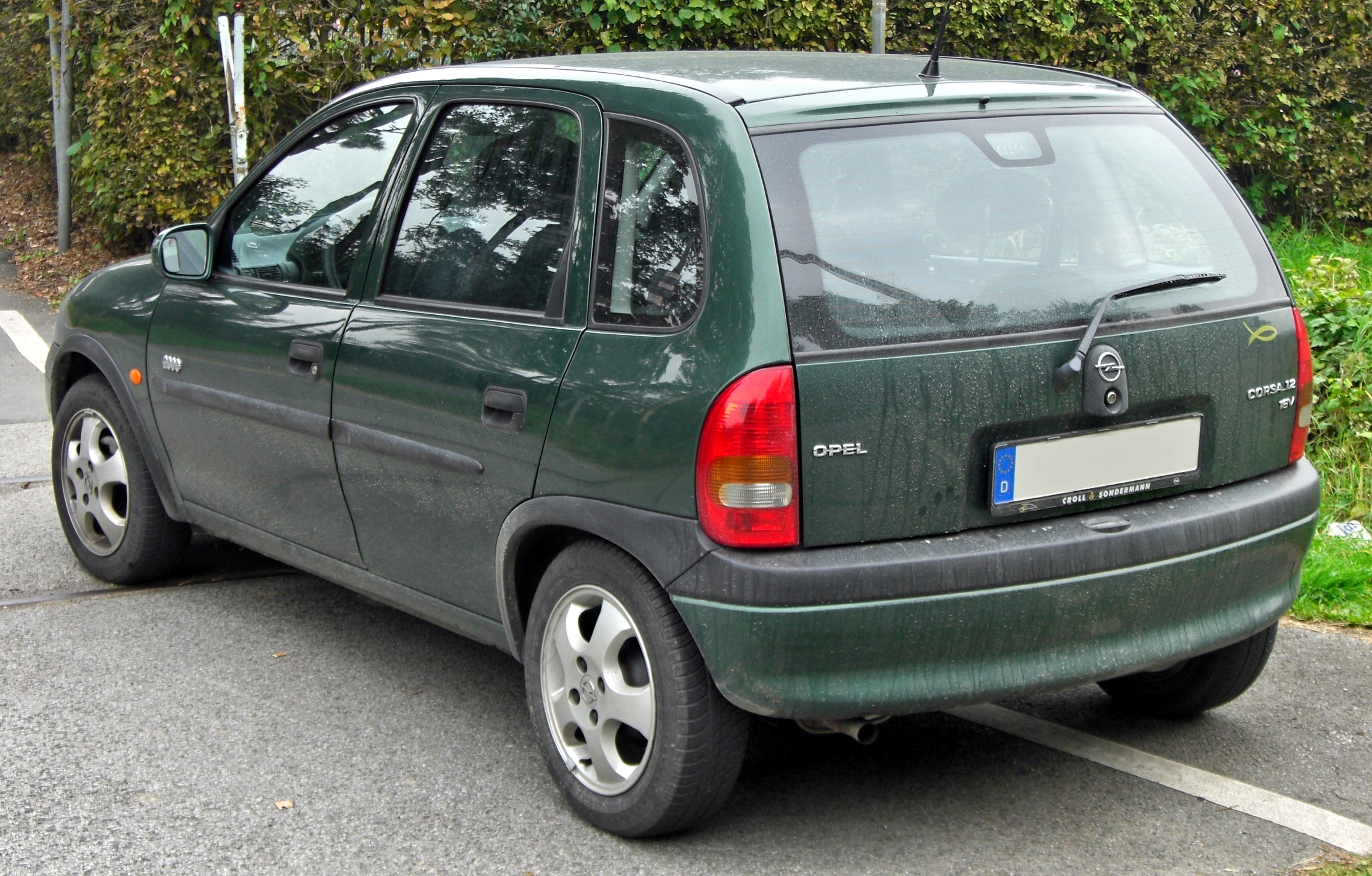
Opel Corsa Fünftürer (1997–2000)
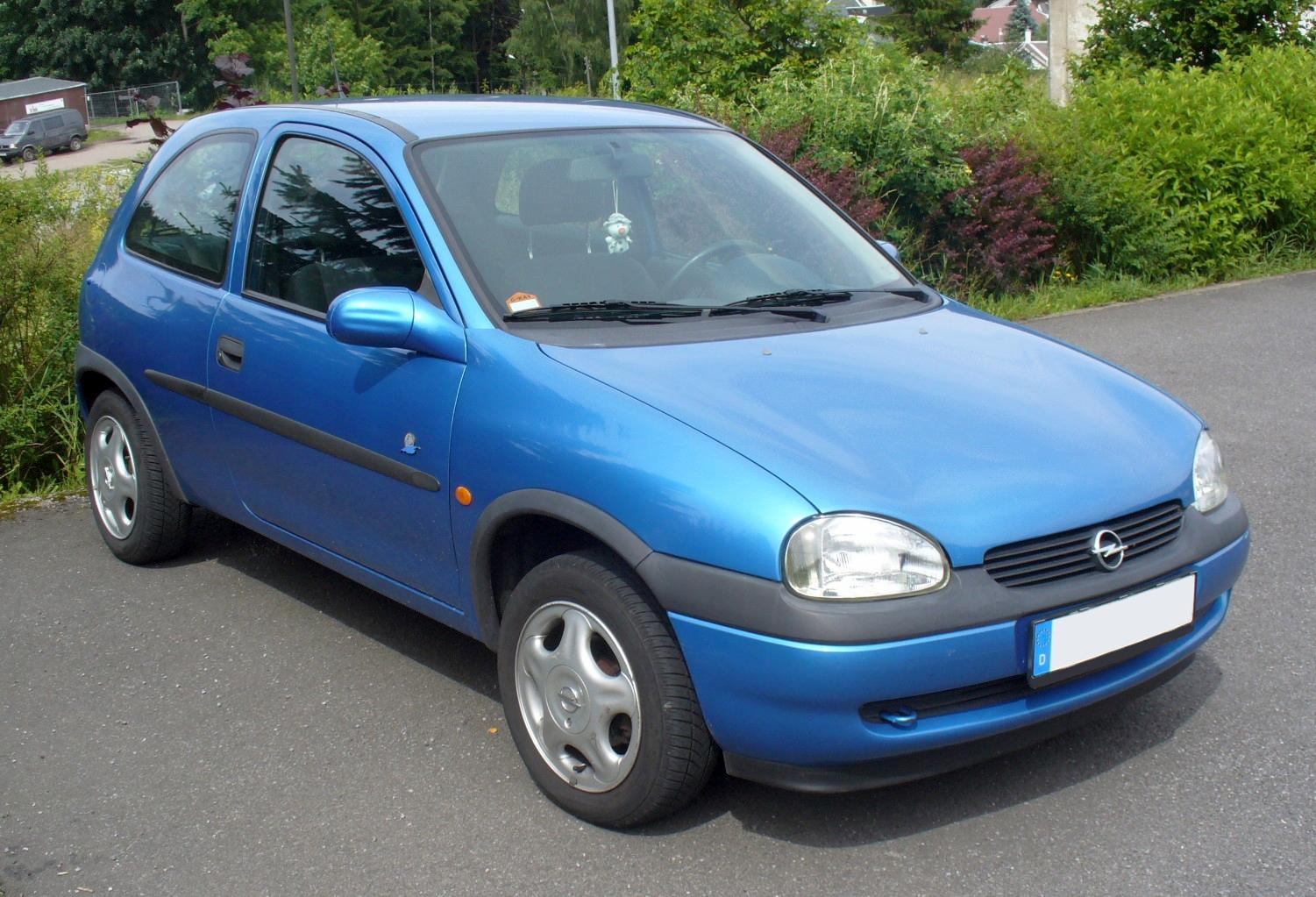
Opel Corsa World Cup

## Ausstattungsvarianten
Ausstattungen bis 1997
Eco, City, Swing, Sport, GSI, Joy, Atlanta, World Cup, Grand Slam, Viva, Family, CDX, Vogue, Advantage und Coiffeur (vgl. Eco, als Reimport).

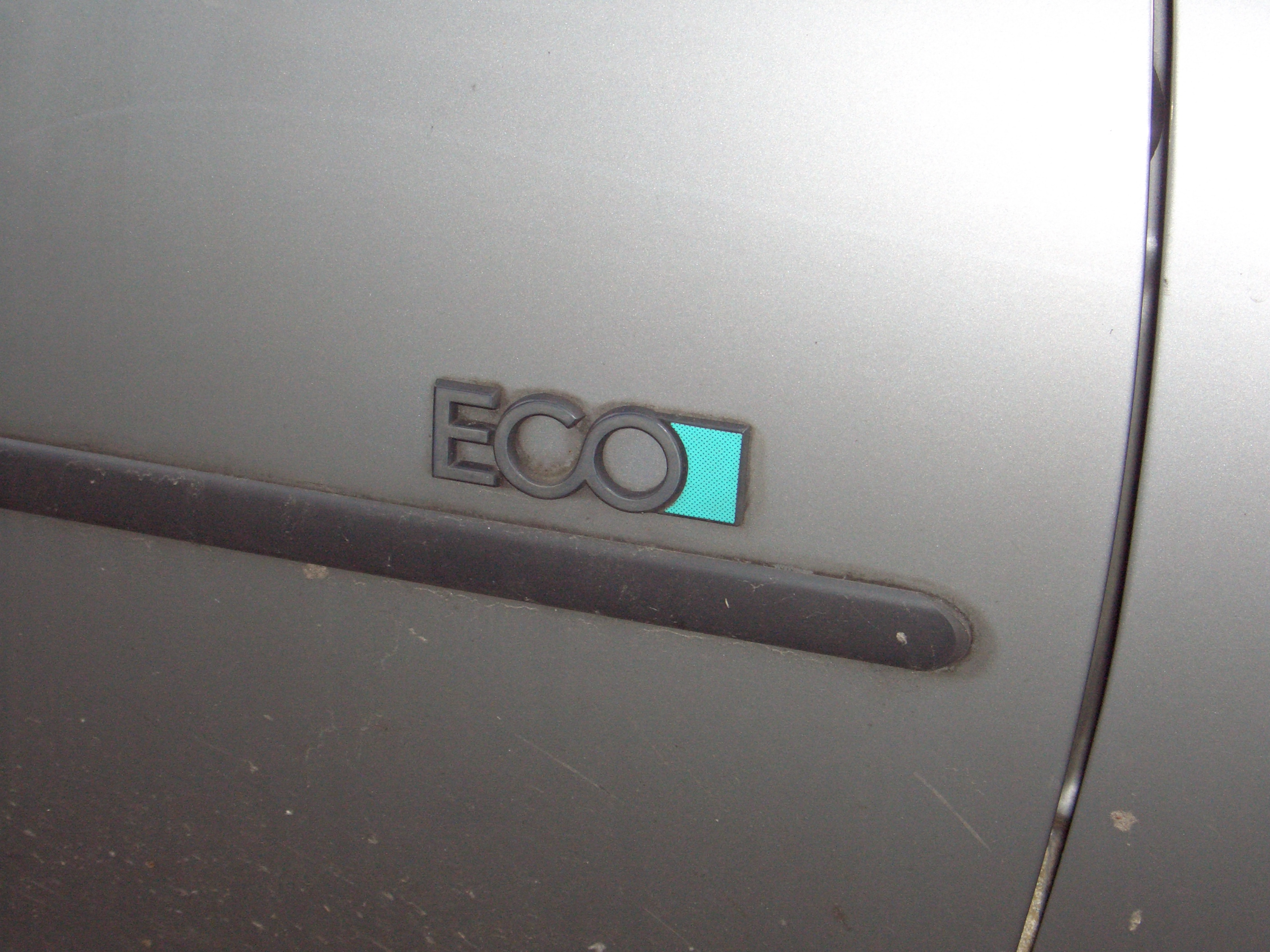
Opel Corsa B Eco
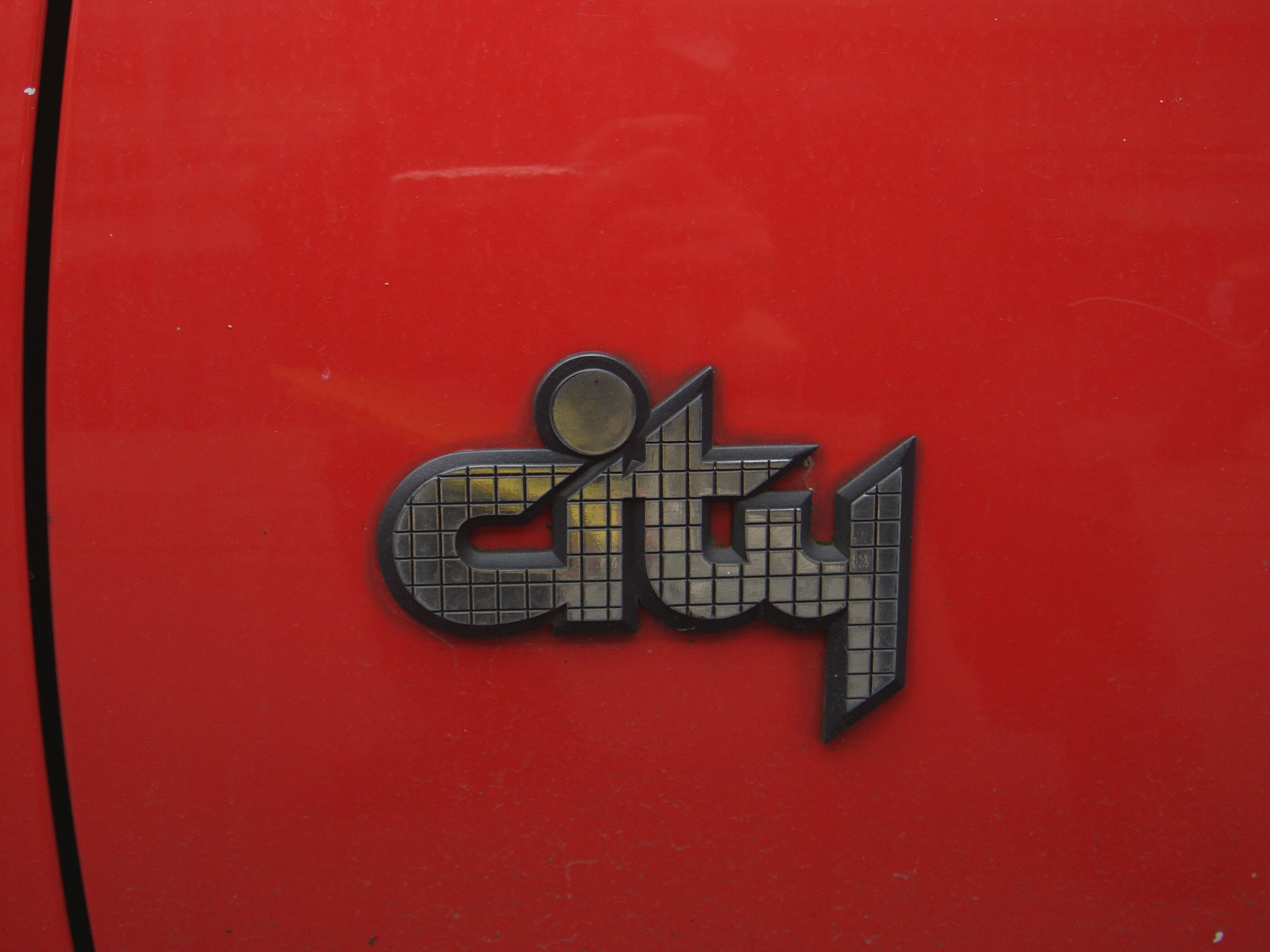
Opel Corsa B City
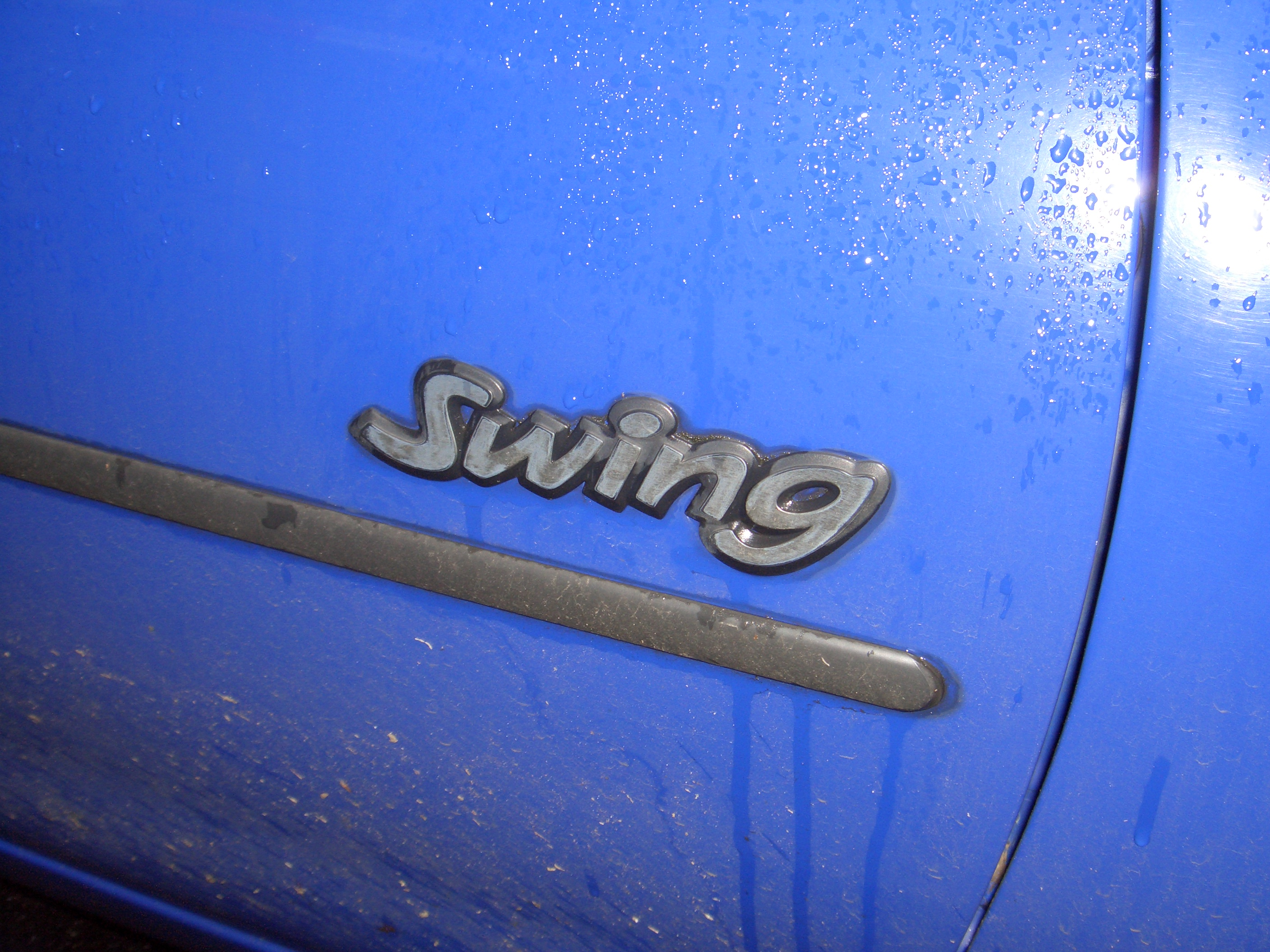
Opel Corsa B Swing
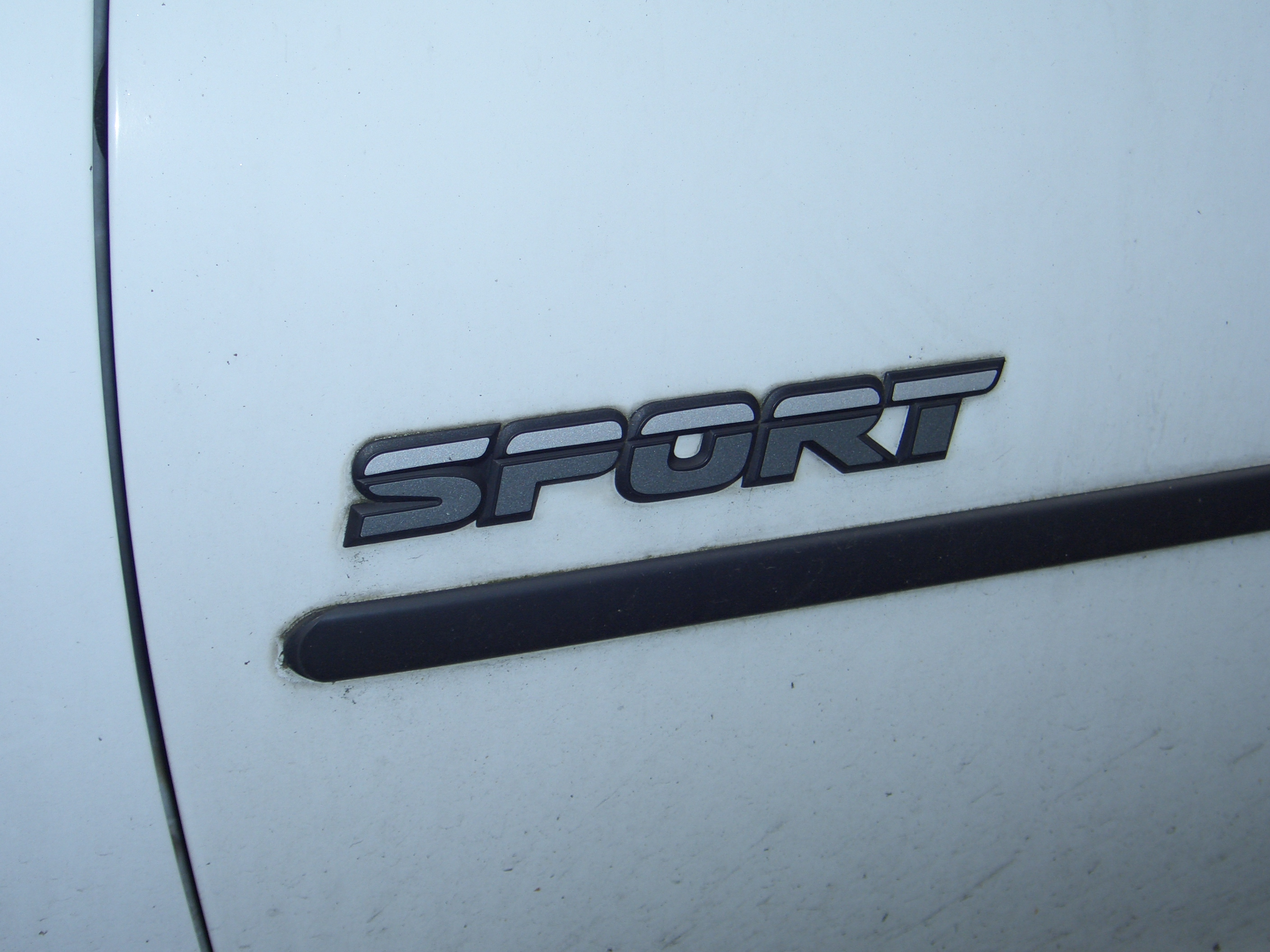
Opel Corsa B Sport
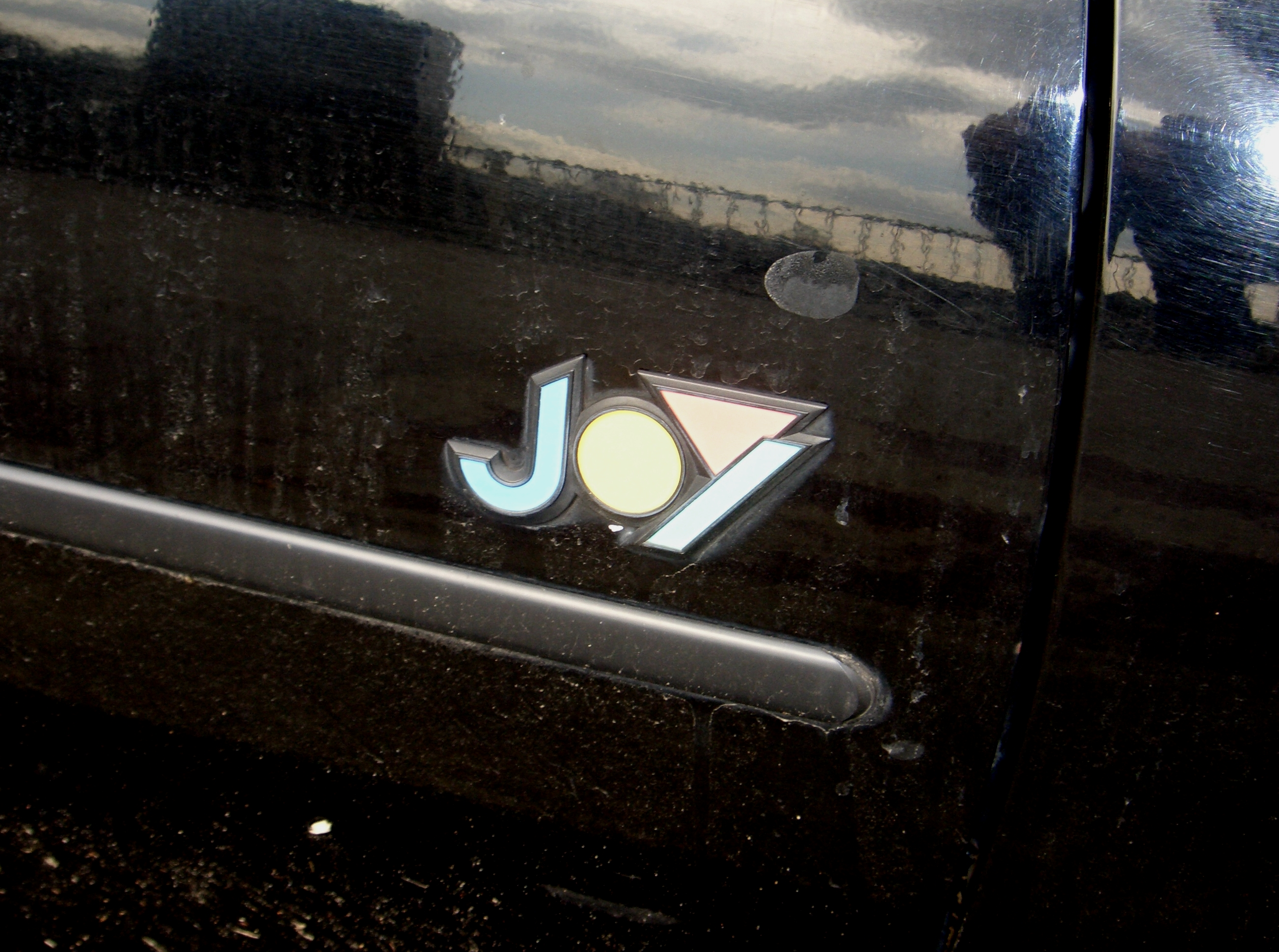
Opel Corsa B Joy
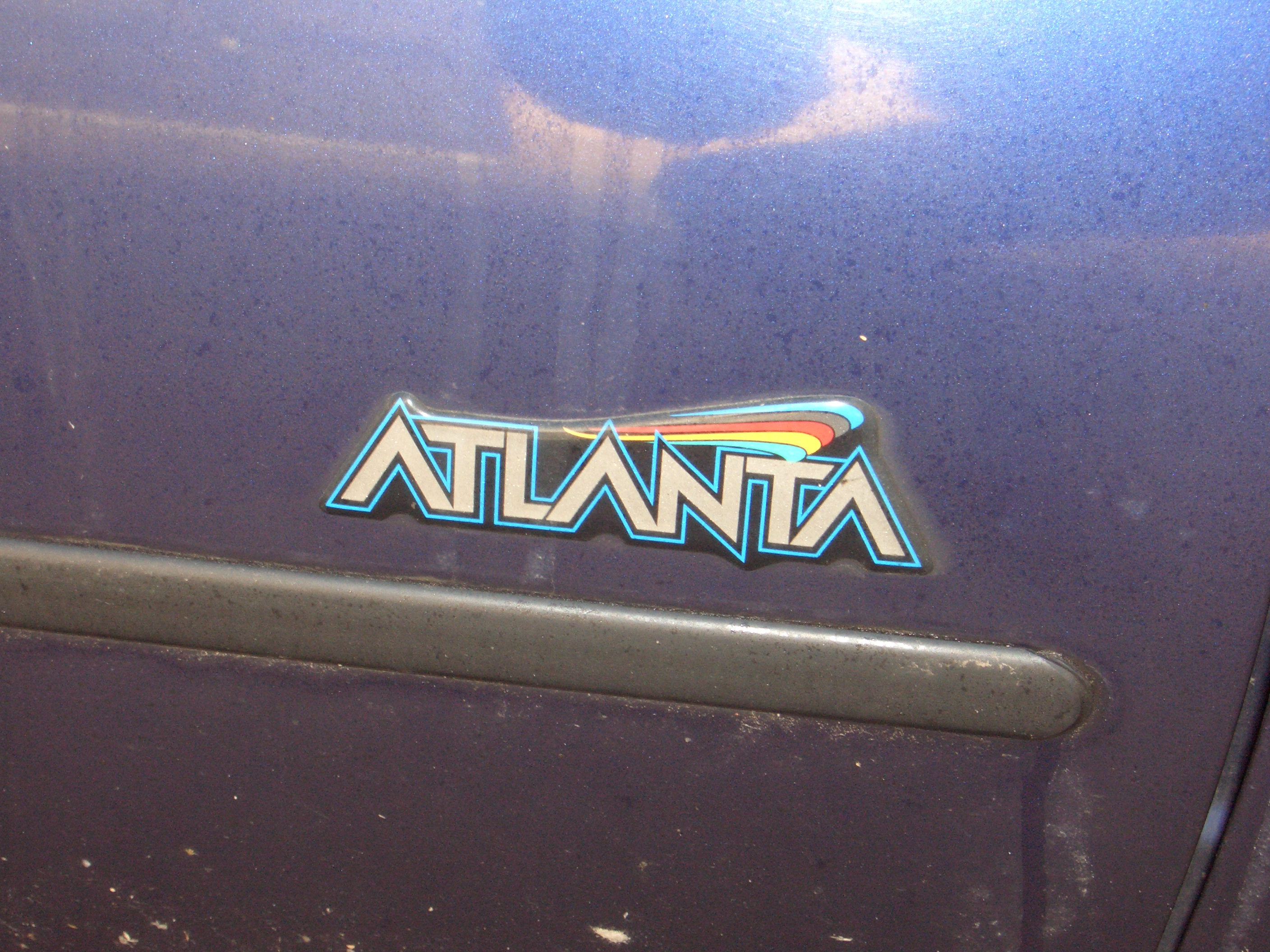
Opel Corsa B Atlanta
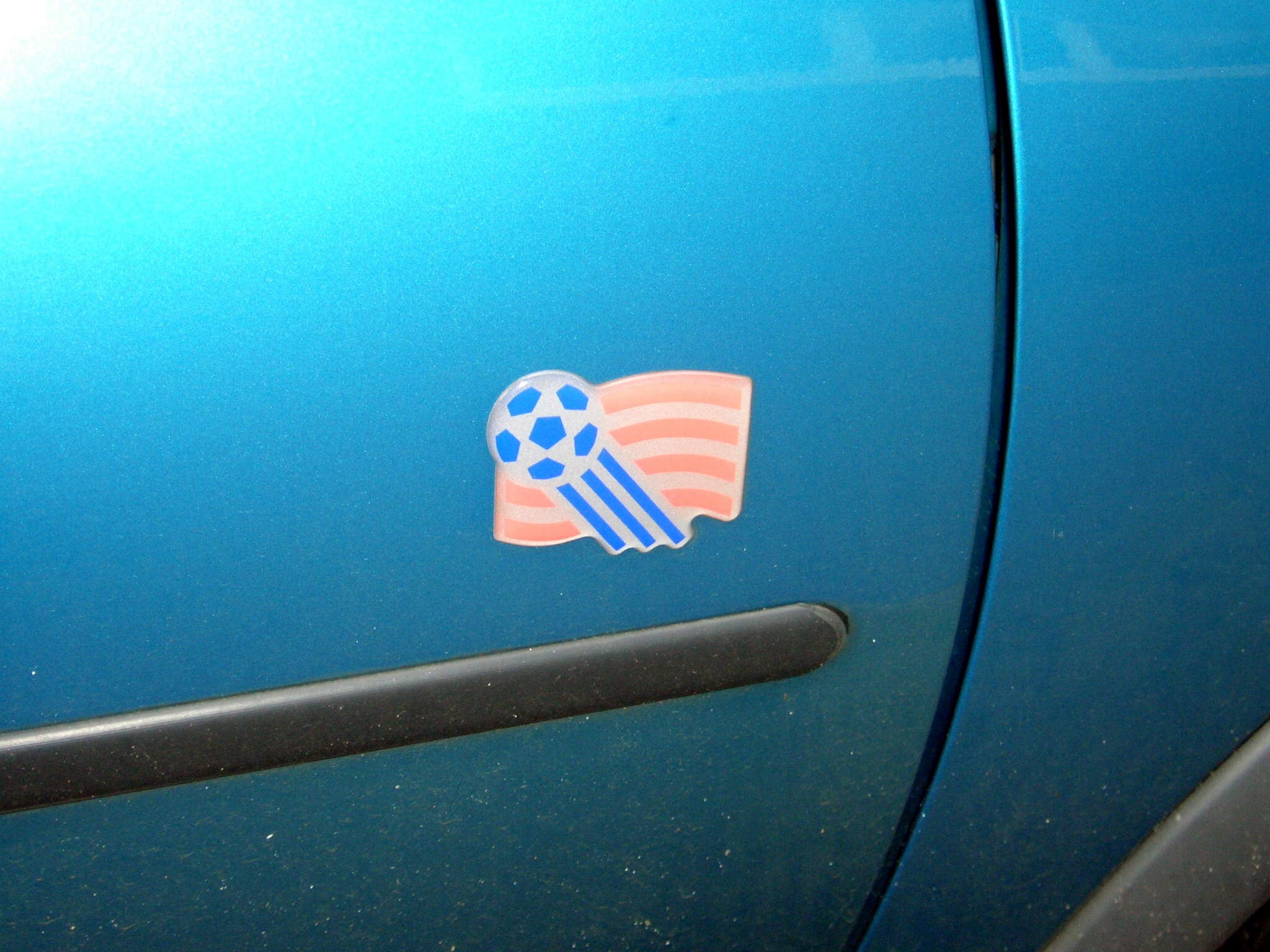
Opel Corsa B World Cup
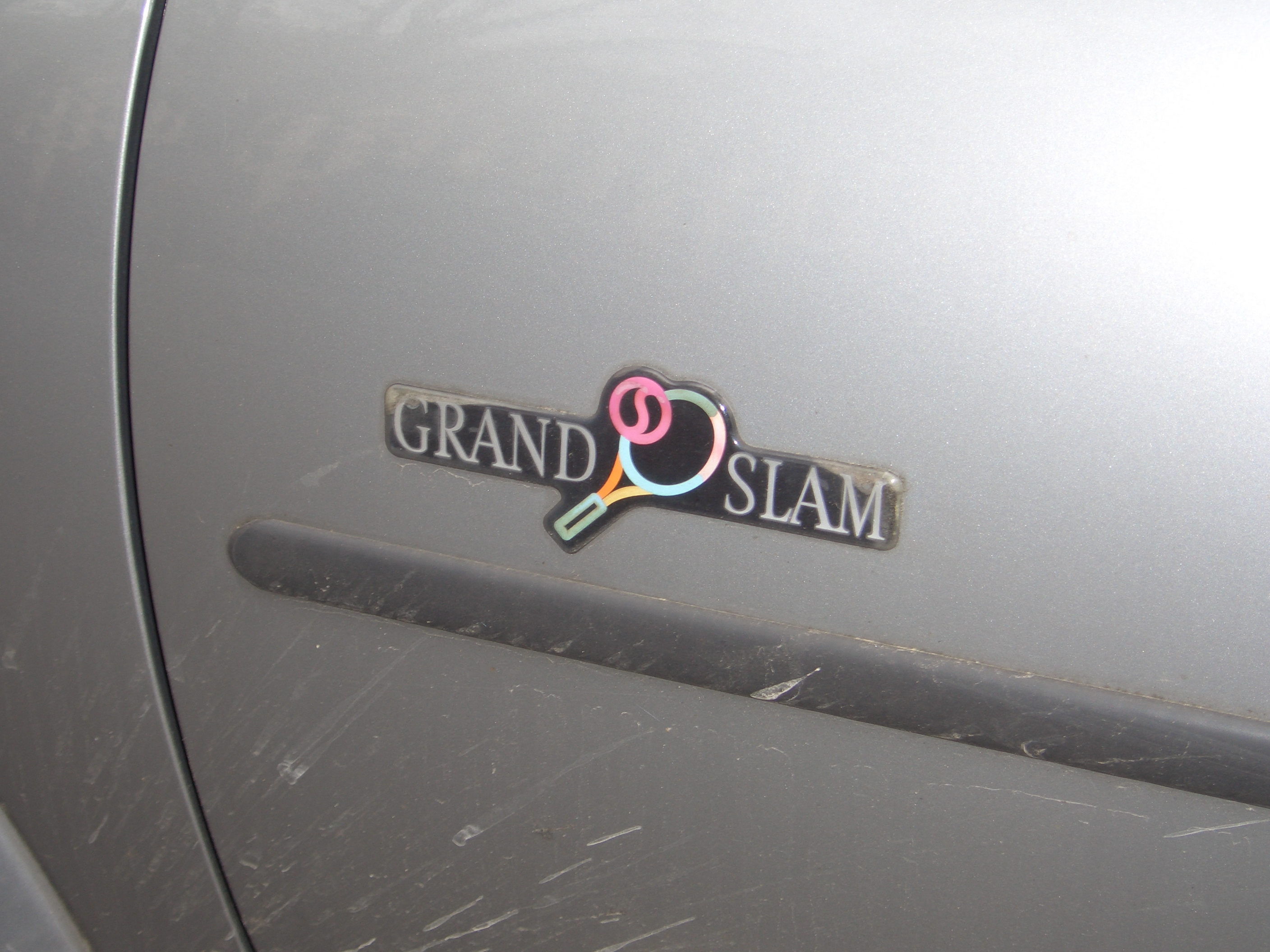
Opel Corsa B Grand Slam
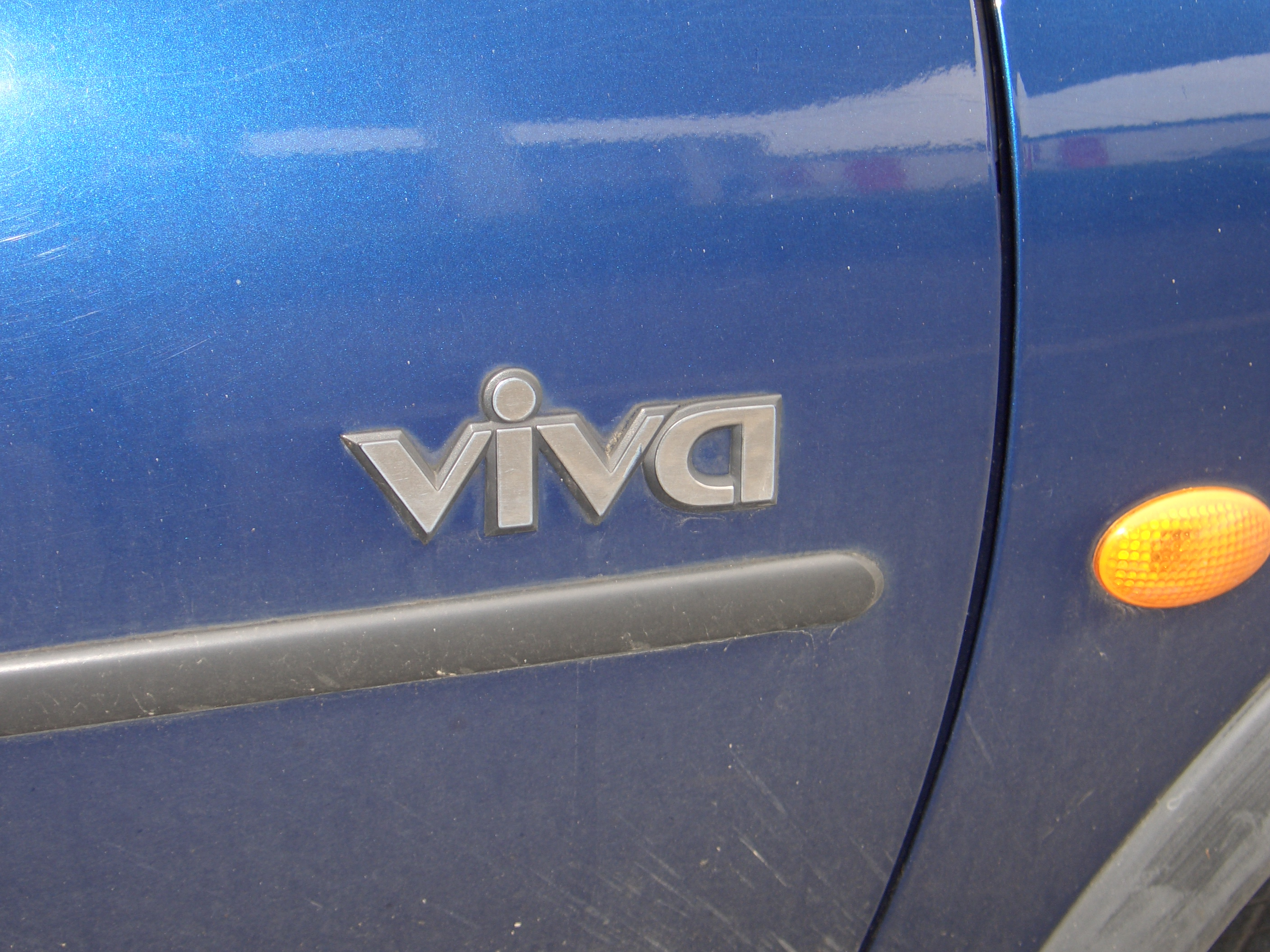
Opel Corsa B Viva
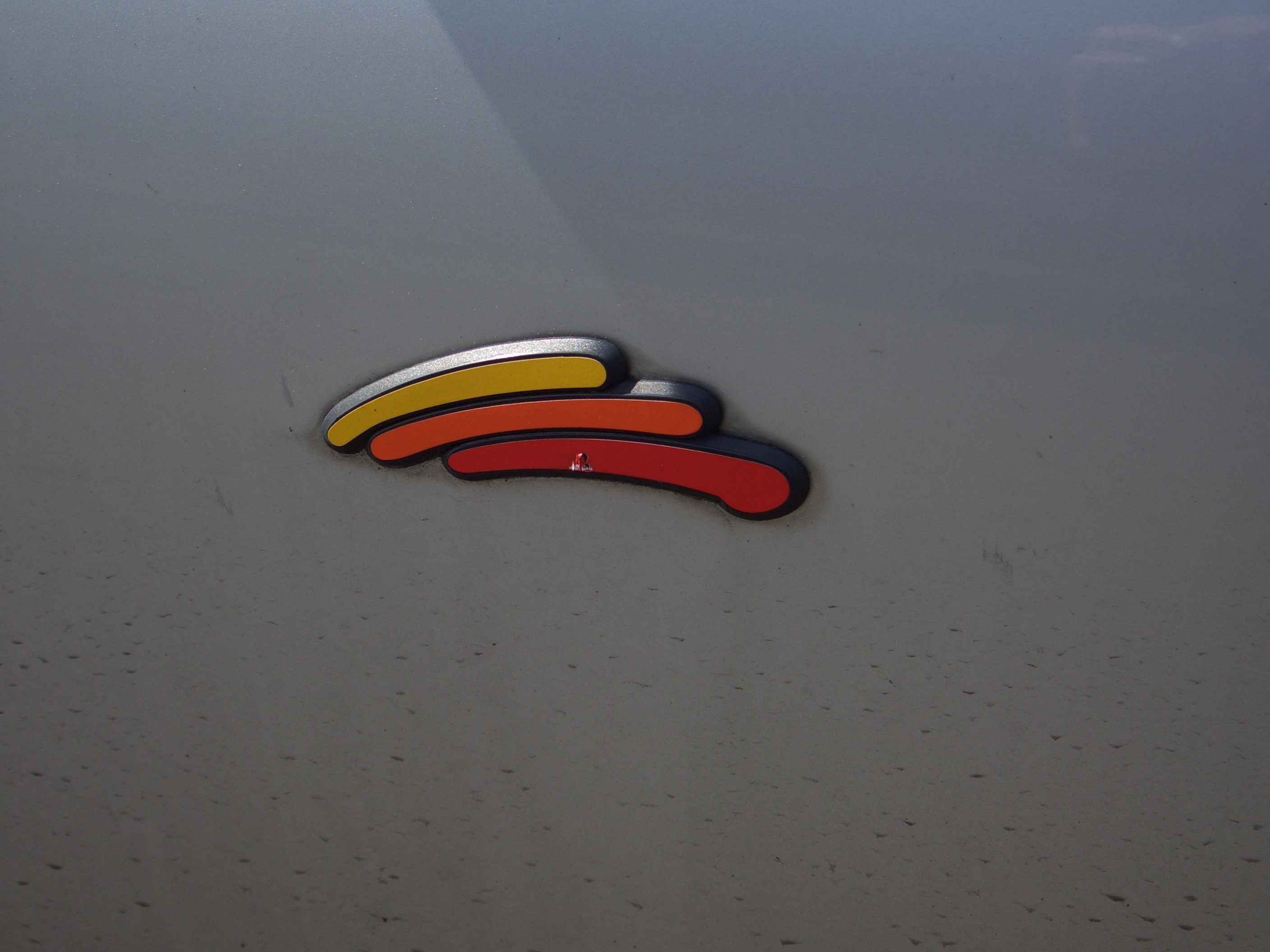
Opel Corsa B Family
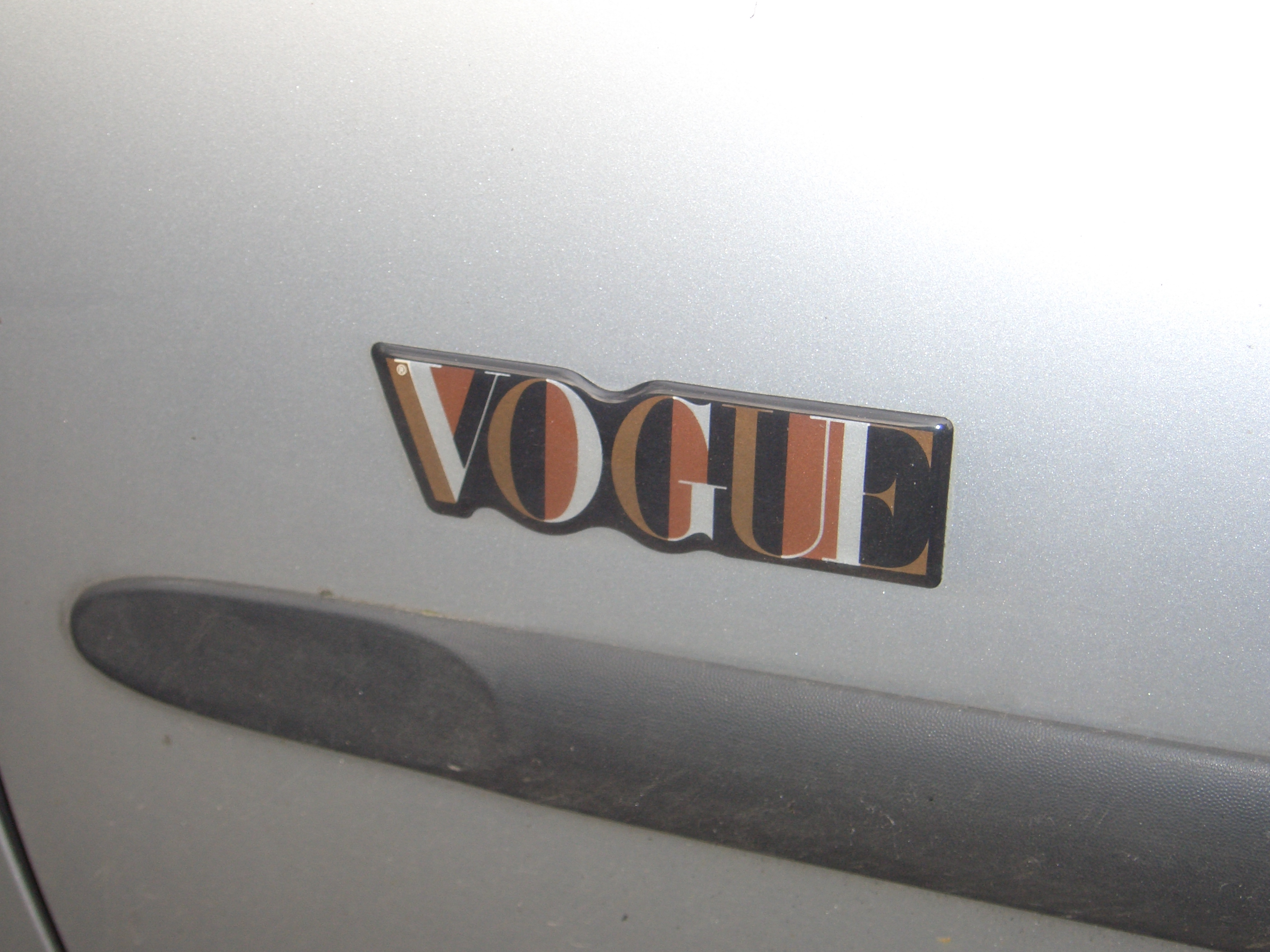
Opel Corsa B Vogue
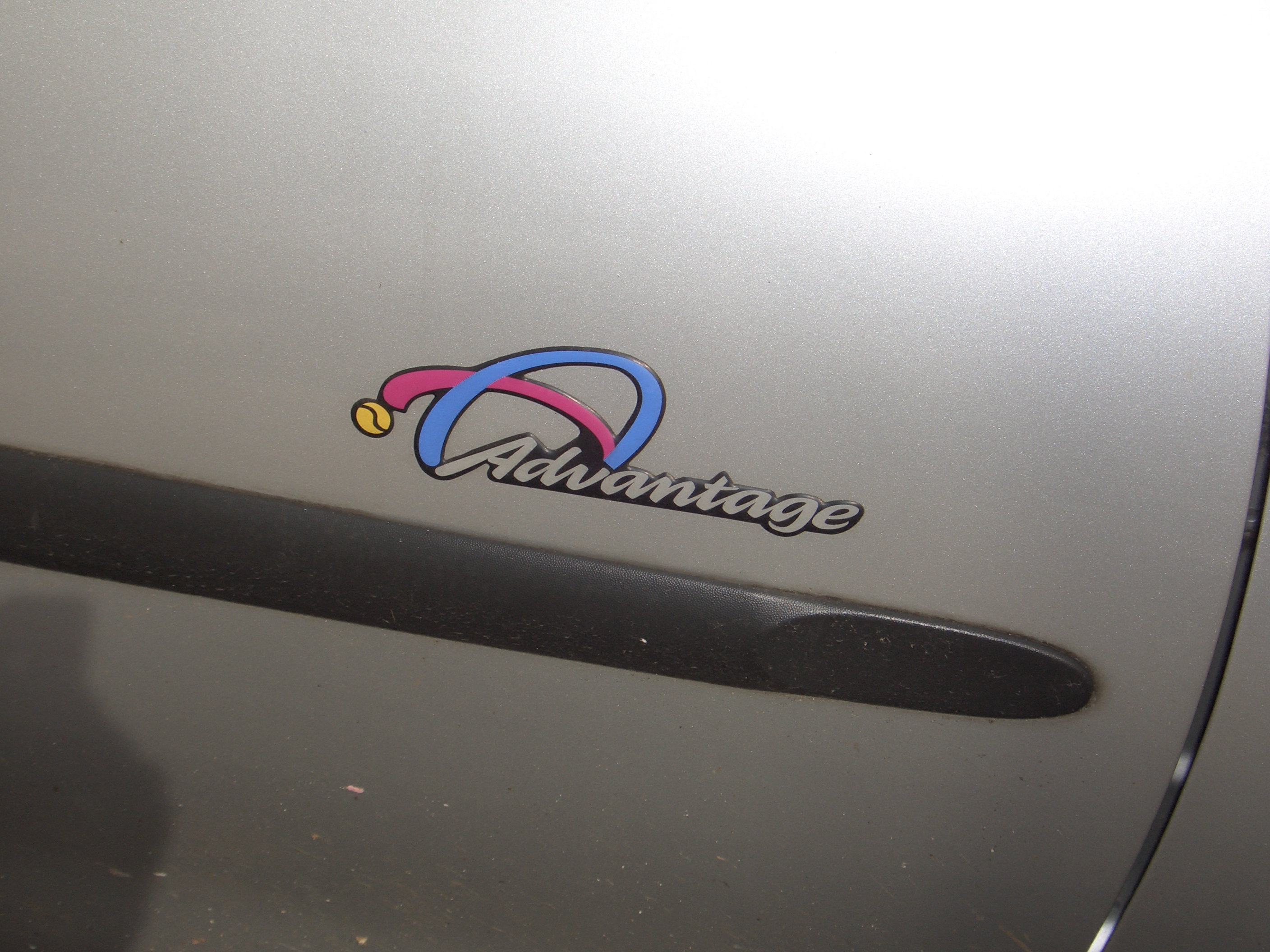
Opel Corsa B Advantage
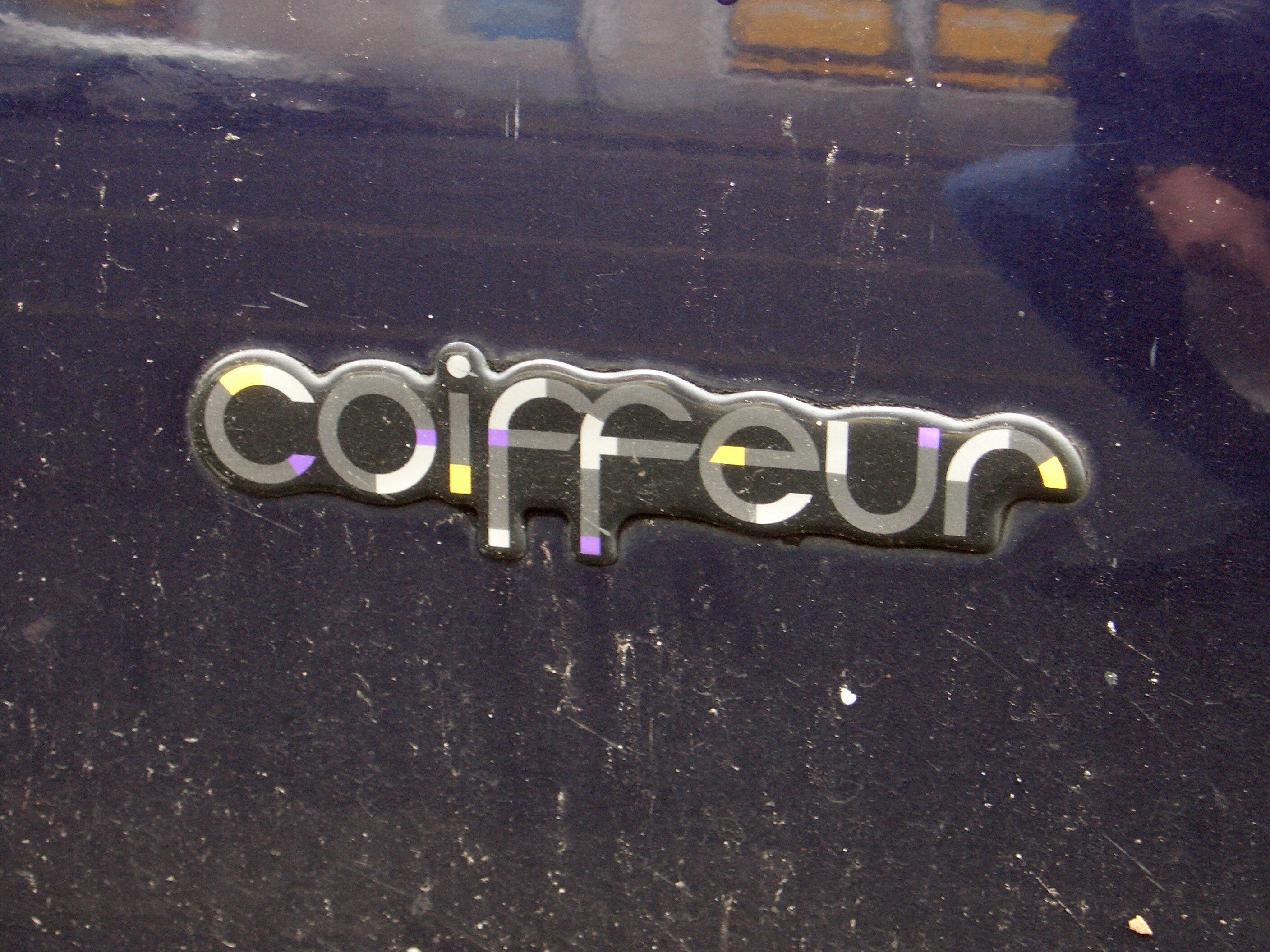
Opel Corsa B Coiffeur

Ausstattungen nach 1997
Twen, Cappuccino, Vogue, Advantage, Edition 100, Edition 100 Cool, Edition 2000, World Cup, World Cup Cool, World Cup Sport, Webc@r, Viva, Snow, Young, Special, City, Trio und Twist.

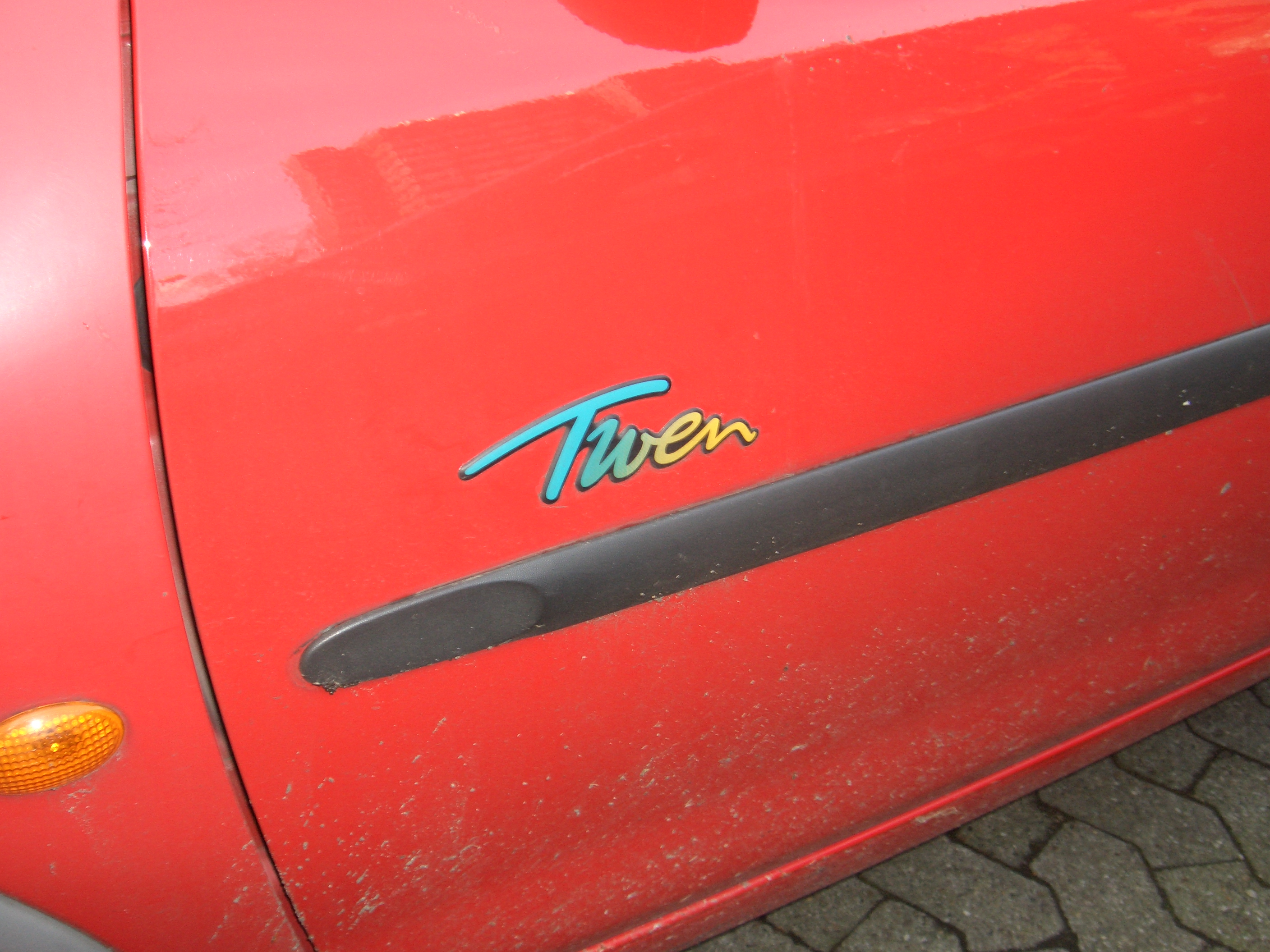
Opel Corsa B Twen
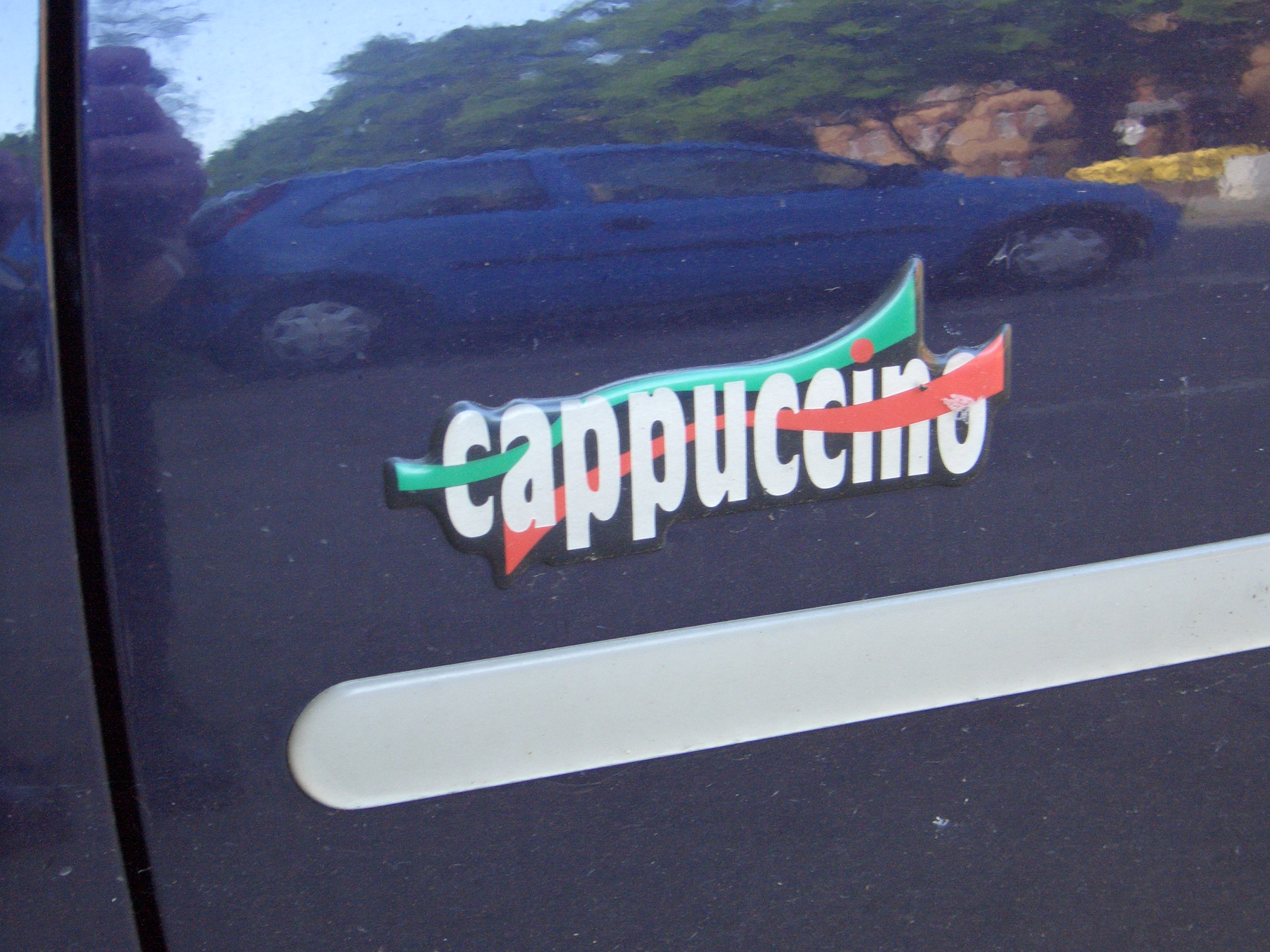
Opel Corsa B Cappuccino
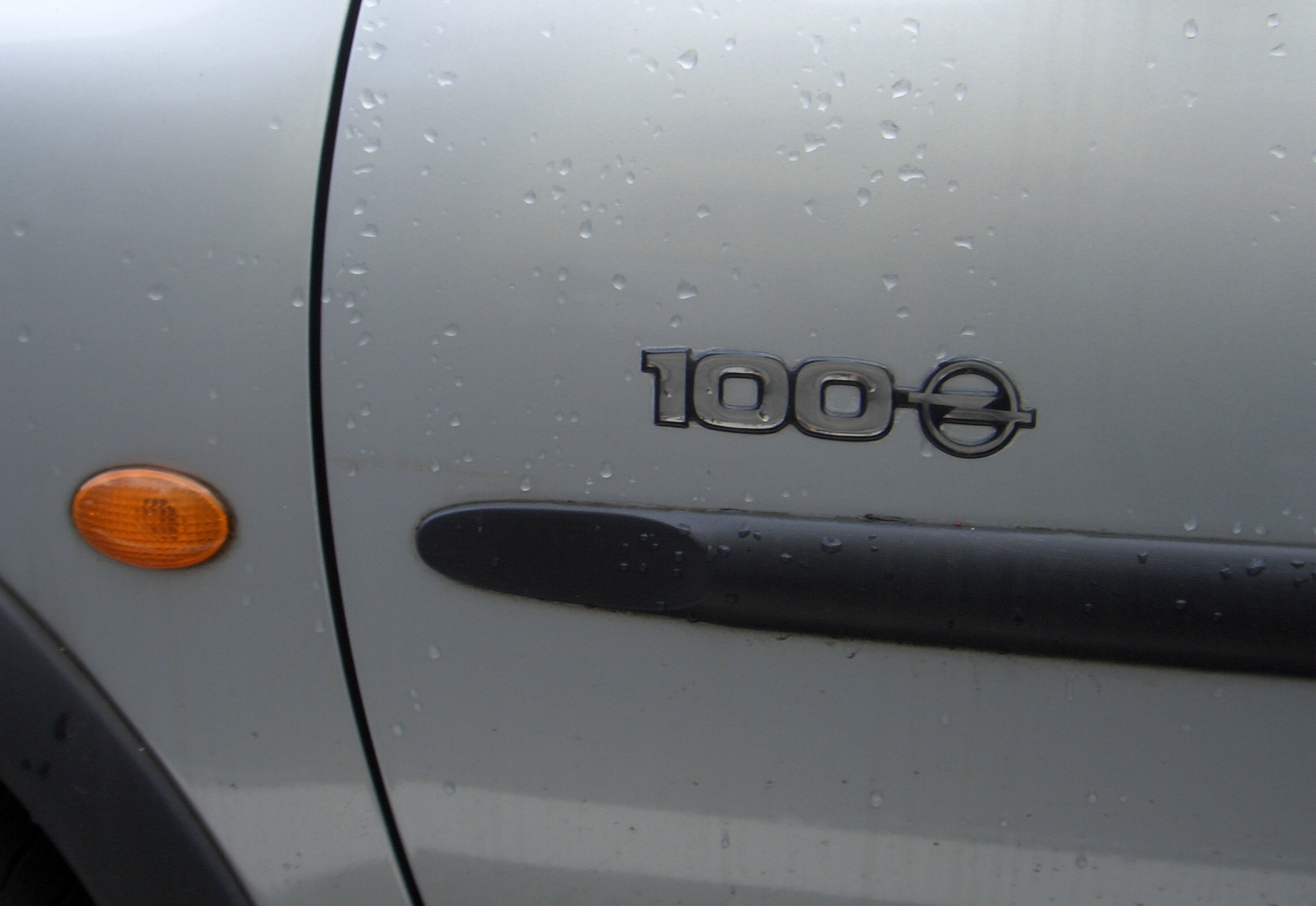
Opel Corsa B Edition 100
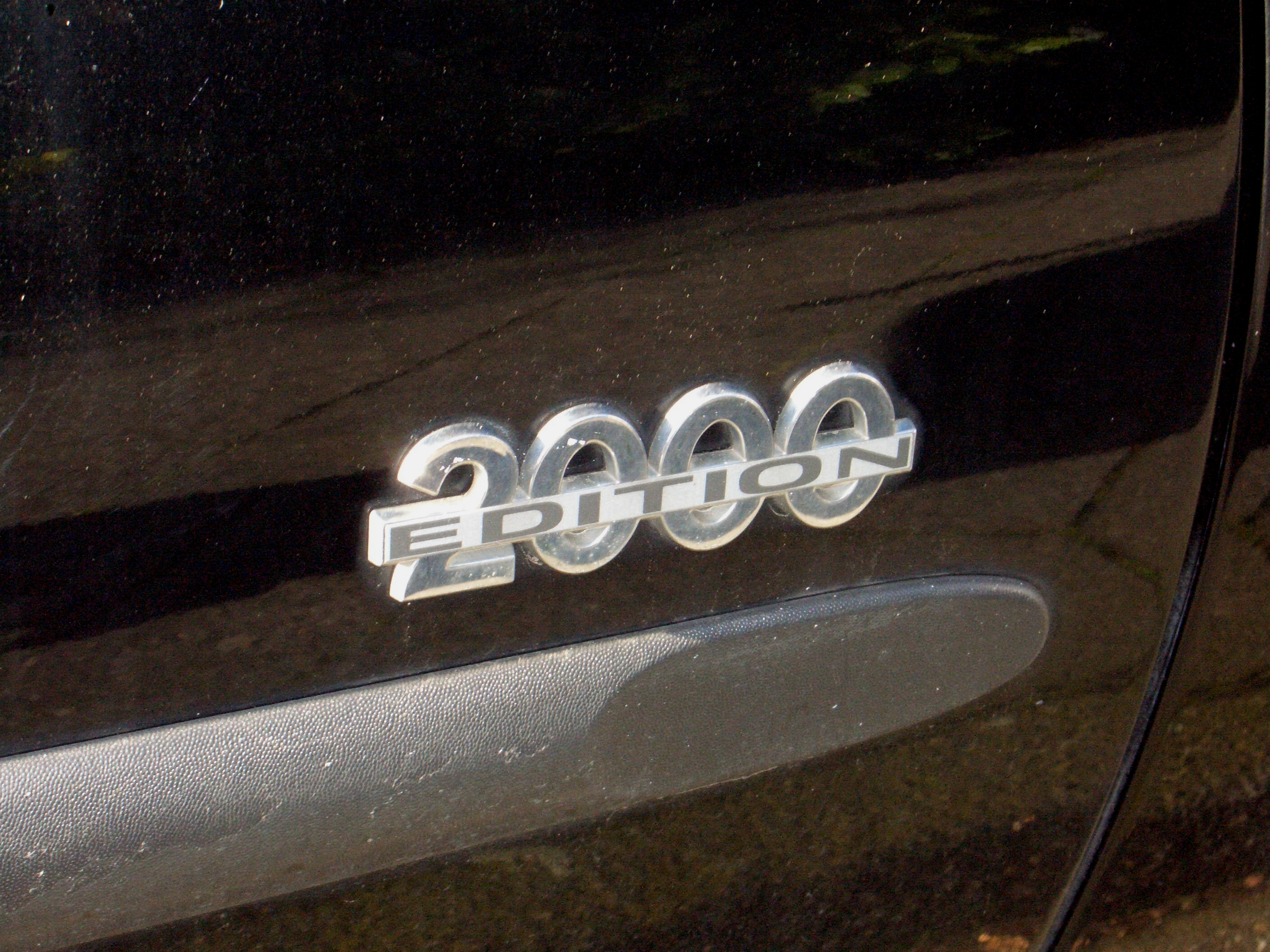
Opel Corsa B Edition 2000
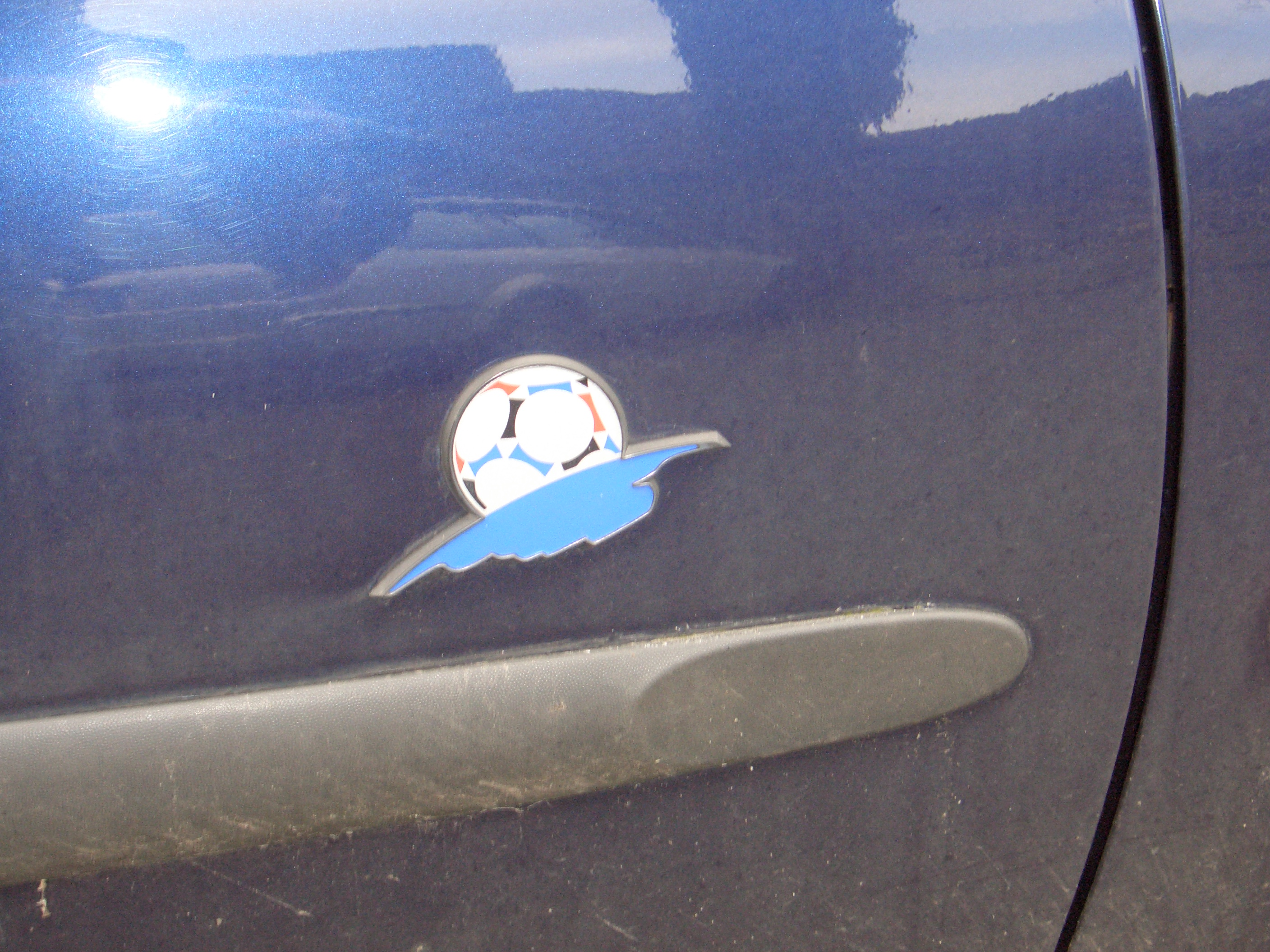
Opel Corsa B World Cup
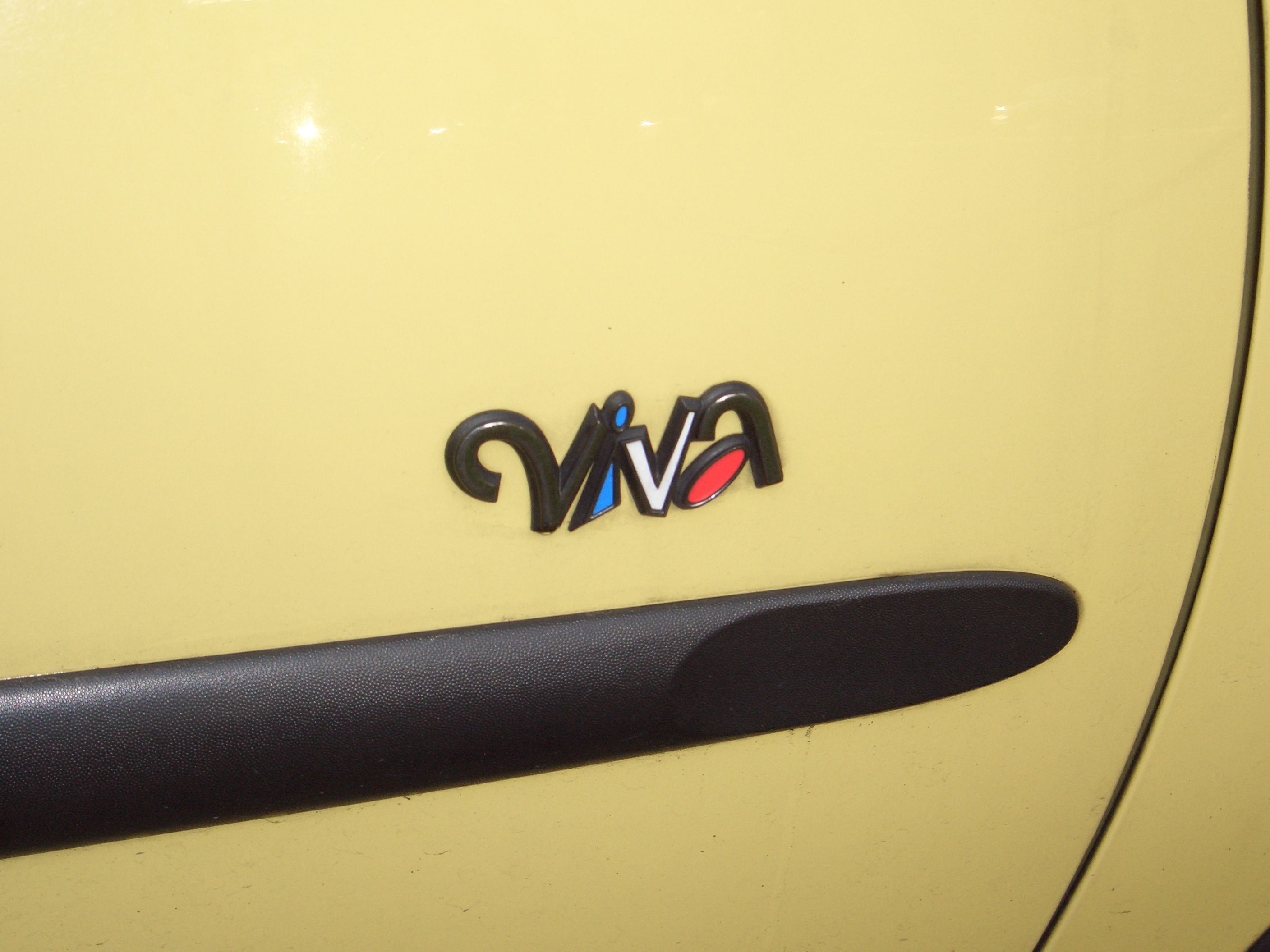
Opel Corsa B Viva
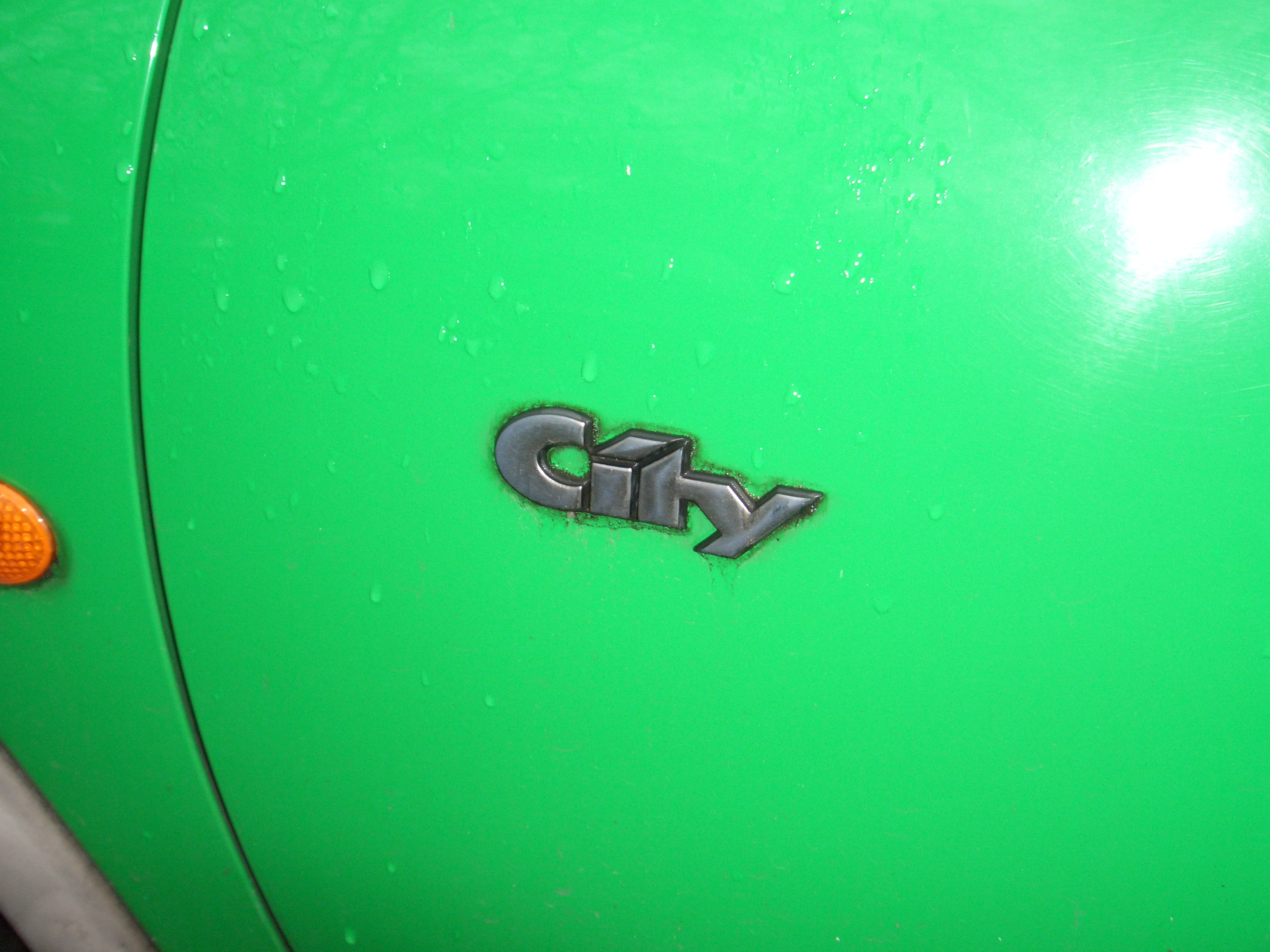
Opel Corsa B City
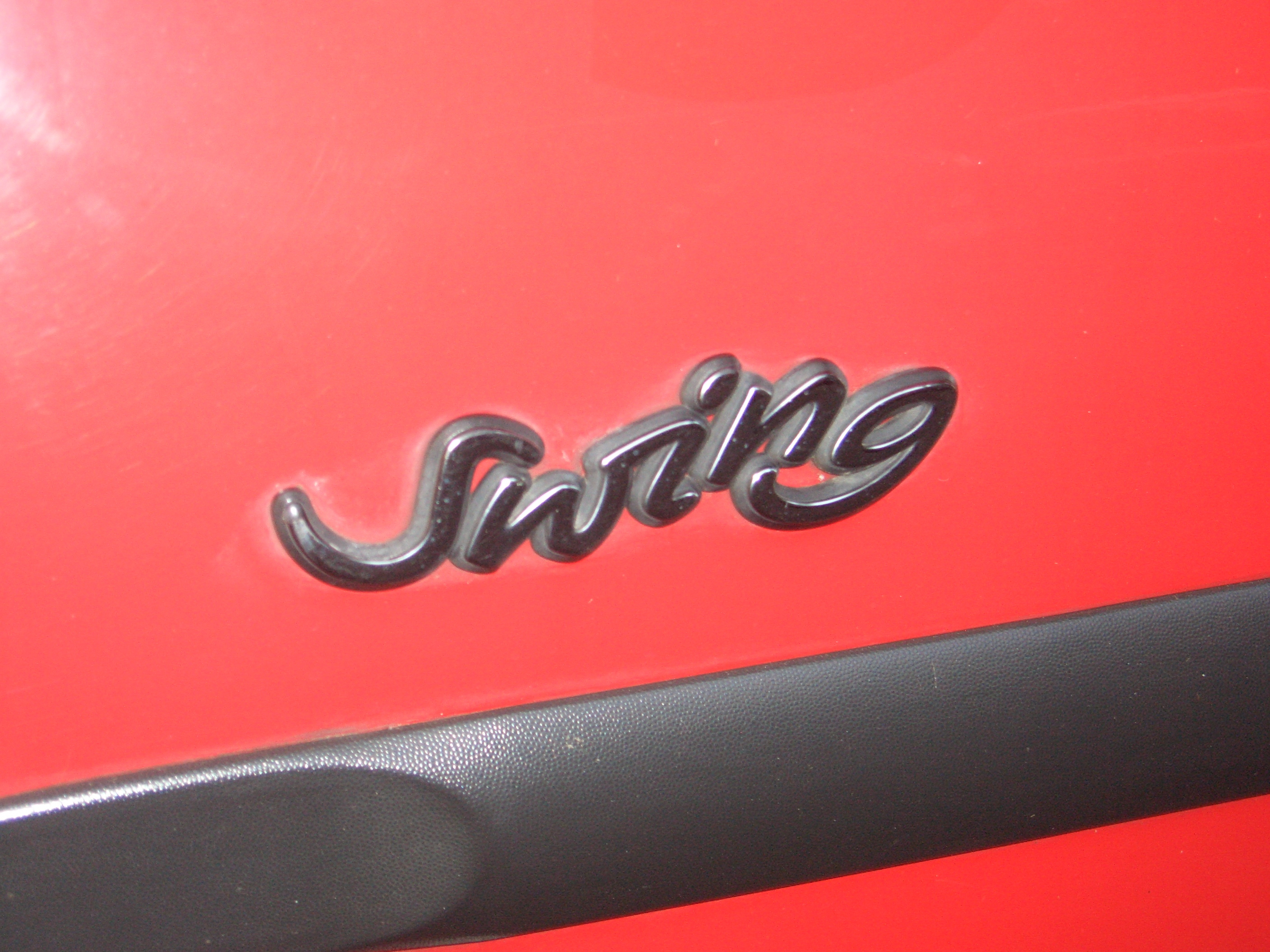
Opel Corsa B Swing

## Technische Daten

### Benziner
| Kenngröße                      | Motor           | Motor           | Motor           | Motor           | Motor           | Motor           | Motor           | Motor           | Motor           | Motor           |
| ------------------------------ | --------------- | --------------- | --------------- | --------------- | --------------- | --------------- | --------------- | --------------- | --------------- | --------------- |
| Motorenbezeichnung             | 1.0 12V         | 1.2 8V          | 1.2 8V          | 1.2 16V         | 1.4 8V          | 1.4 8V          | 1.4 8V          | 1.4 16V         | 1.6 16V (GSi)   | 1.6 16V (GSi)   |
| Motorkennzeichnung             | X10XE           | X12SZ           | C12NZ           | X12XE           | C14NZ           | X14SZ           | C14SE           | X14XE           | X16XE           | C16XE           |
| Bauzeitraum                    | 05.1997–08.2000 | 01.1993–08.1998 | 01.1993–08.1994 | 03.1998–08.2000 | 01.1993–02.1996 | 03.1996–08.1998 | 03.1993–02.1996 | 09.1994–08.2000 | 09.1994–08.2000 | 09.1993–08.1994 |
| Motorentyp                     | DOHC (2)        | OHC (1)         | OHC (1)         | DOHC (2)        | OHC (1)         | OHC (1)         | OHC (1)         | DOHC (2)        | DOHC (2)        | DOHC (2)        |
| Zylinder                       | 3               | 4               | 4               | 4               | 4               | 4               | 4               | 4               | 4               | 4               |
| Hubraum (cm³)                  | 973             | 1196            | 1196            | 1199            | 1389            | 1389            | 1389            | 1389            | 1598            | 1598            |
| Bohrung × Hub (mm)             | 72,5 × 78,6     | 72,0 × 73,4     | 72,0 × 73,4     | 72,5 × 72,6     | 77,6 × 73,4     | 77,6 × 73,4     | 77,6 × 73,4     | 77,6 × 73,4     | 79,0 × 81,5     | 79,0 × 81,5     |
| Verdichtung                    | 10,1            | 10,0            | 9,0             | 10,1            | 9,4             | 9,6             | 9,8             | 10,5            | 10,5            | 10,5            |
| Leistung (kW (PS) bei 1/min)   | 40 (54) / 5600  | 33 (45) / 4600  | 33 (45) / 5000  | 48 (65) / 5600  | 44 (60) / 5200  | 44 (60) / 5400  | 60 (82) / 5800  | 66 (90) / 6000  | 78 (106) / 6000 | 80 (109) / 6000 |
| Drehmoment (Nm bei 1/min)      | 82/2800         | 88/2800         | 88/2400         | 110/4000        | 103/2800        | 106/3000        | 114/3400        | 125/4000        | 148/4000        | 150/3800        |
| Kraftstoff (ROZ)               | Super (95)      | Super (95)      | Super (95)      | Super (95)      | Super (95)      | Super (95)      | Super (95)      | Super (95)      | Super (95)      | Super (95)      |
| Höchstgeschwindigkeit (km/h)   | 150             | 145             | 145             | 163             | 155             | 155             | 173             | 180             | 190             | 192             |
| Einspritzanlage                | Motronic 1.5.5  | MULTEC          | MULTEC          | Motronic 1.5.5  | MULTEC          | MULTEC          | MULTEC-M        | MULTEC-S        | MULTEC-S        | MULTEC-S        |
| Zündfolge                      | 1-2-3           | 1-3-4-2         | 1-3-4-2         | 1-3-4-2         | 1-3-4-2         | 1-3-4-2         | 1-3-4-2         | 1-3-4-2         | 1-3-4-2         | 1-3-4-2         |
| Zündanlage                     | EST (4)         | DIS (3)         | Verteiler       | EST (4)         | Verteiler       | DIS (3)         | DIS (3)         | DIS (3)         | DIS (3)         | DIS (3)         |
| Motoröl (inkl. Filter) (Liter) | 3,0             | 3,5             | 3,5             | 3,5             | 3,5             | 3,5             | 3,5             | 3,5             | 3,5             | 3,5             |
| Kühlflüssigkeit (Liter)        | 4,4             | 6,0             | 6,0             | 5,2             | 6,0             | 6,0             | 6,0             | 5,6             | 5,6             | 5,6             |

### Diesel
| Kenngröße                      | Motor           | Motor           | Motor           | Motor           |
| ------------------------------ | --------------- | --------------- | --------------- | --------------- |
| Motorenbezeichnung             | 1.5D            | 1.5TD           | 1.7D            | 1.7D            |
| Motorkennzeichnung             | 4EC1            | X15DT/T4EC1     | 17D/4EE1        | X17D/4EE1       |
| Bauzeitraum                    | 01.1993–02.1996 | 01.1993–08.2000 | 09.1993–02.1996 | 01.1996–08.2000 |
| Motorentyp                     | OHC             | OHC             | OHC             | OHC             |
| Zylinder                       | 4               | 4               | 4               | 4               |
| Hubraum (cm³)                  | 1488            | 1488            | 1686            | 1686            |
| Bohrung × Hub (mm)             | 76,0 × 82,0     | 76,0 × 82,0     | 79,0 × 86,0     | 79,0 × 86,0     |
| Verdichtung                    | 23,0            | 22,0            | 23,0            | 23,0            |
| Leistung (kW (PS) bei 1/min)   | 37(50)/4800     | 49(67)/4600     | 44(60)/4500     | 44(60)/4000     |
| Drehmoment (Nm bei 1/min)      | 90/2400         | 132/2600        | 108/2600        | 112/2650        |
| Höchstgeschwindigkeit (km/h)   | 150             | 165             | 155             | 155             |
| Einspritzanlage                | VE 4 (1)        | VE 4 (1)        | VE 4 (1)        | VE 4 (1)        |
| Zündfolge                      | 1-3-4-2         | 1-3-4-2         | 1-3-4-2         | 1-3-4-2         |
| Motoröl (inkl. Filter) (Liter) | 3,75            | 3,75/4,25/4,5   | 3,75            | 4,25            |
| Kühlflüssigkeit (Liter)        | 6,0             | 6,4             | 6,0             | 6,0             |

## Produktion auf anderen Märkten
Der Corsa B wurde in einigen Ländern noch lange nach seiner Ablösung durch den Corsa C weiter gebaut. In Südafrika wurde die ursprüngliche Version (Europa vor 1997) als Corsa Lite angeboten, während in Indien die überarbeitete Version (Europa ab 1997) unter den Namen Corsa Sail (Schrägheck), Corsa Joy (Stufenheck) und Corsa Swing (Caravan) vertrieben wird.
Vor allem auf südamerikanischen Märkten wie etwa Uruguay wurde der Corsa B unter der Marke Chevrolet angeboten. Je nach Markt und Version wurde bzw. wird das Modell als Corsa, Corsa Classic oder Classic verkauft. Der Name des knapp über vier Meter langen Opel Corsa B Caravan lautet Chevrolet Corsa Station Wagon. Er wurde von 1997 bis 2001 in Rosario (Santa Fe) gebaut. Nach Europa importiert wurde er nur durch Opel Italia. Ursprünglich geht er auf eine deutsche Konstruktion zurück: der Entwurf war das Ergebnis einer Gesellenprüfung im Opelwerk Rüsselsheim. Opel sah aber auf dem europäischen Markt keine Absatzchancen für dieses Modell. Die Produktion des Modells Classic dauerte an, während unter dem Namen Corsa zwischenzeitlich der Corsa C angeboten wurde. Inzwischen wird der Name Chevrolet Corsa nicht mehr verwendet.
In Japan und Ostafrika ist der Corsa zweiter Generation als Opel Vita vermarktet worden.
In Südafrika dagegen wurde der Corsa im Werk der General Motors nahe Port Elizabeth noch bis 2004 weitergebaut. Als das Modell dann jedoch parallel zur aktuelleren Corsa-Generation angeboten wurde, wurde der Name in Opel Corsa Swing abgeändert. Einzig verbleibendes Land, in dem der Opel Corsa noch hergestellt wird, ist Indien. Hier sind der Kleinwagen Opel Corsa Sail sowie der Kombi Opel Corsa Swing erhältlich.
In China wurde die Stufenhecklimousine bis 2009 produziert. Von 1999 bis 2005 trug sie dort den Namen Buick Sail, von da an den Namen Chevrolet Sail, unter dem inzwischen ein eigenständiges Modell entstanden ist.

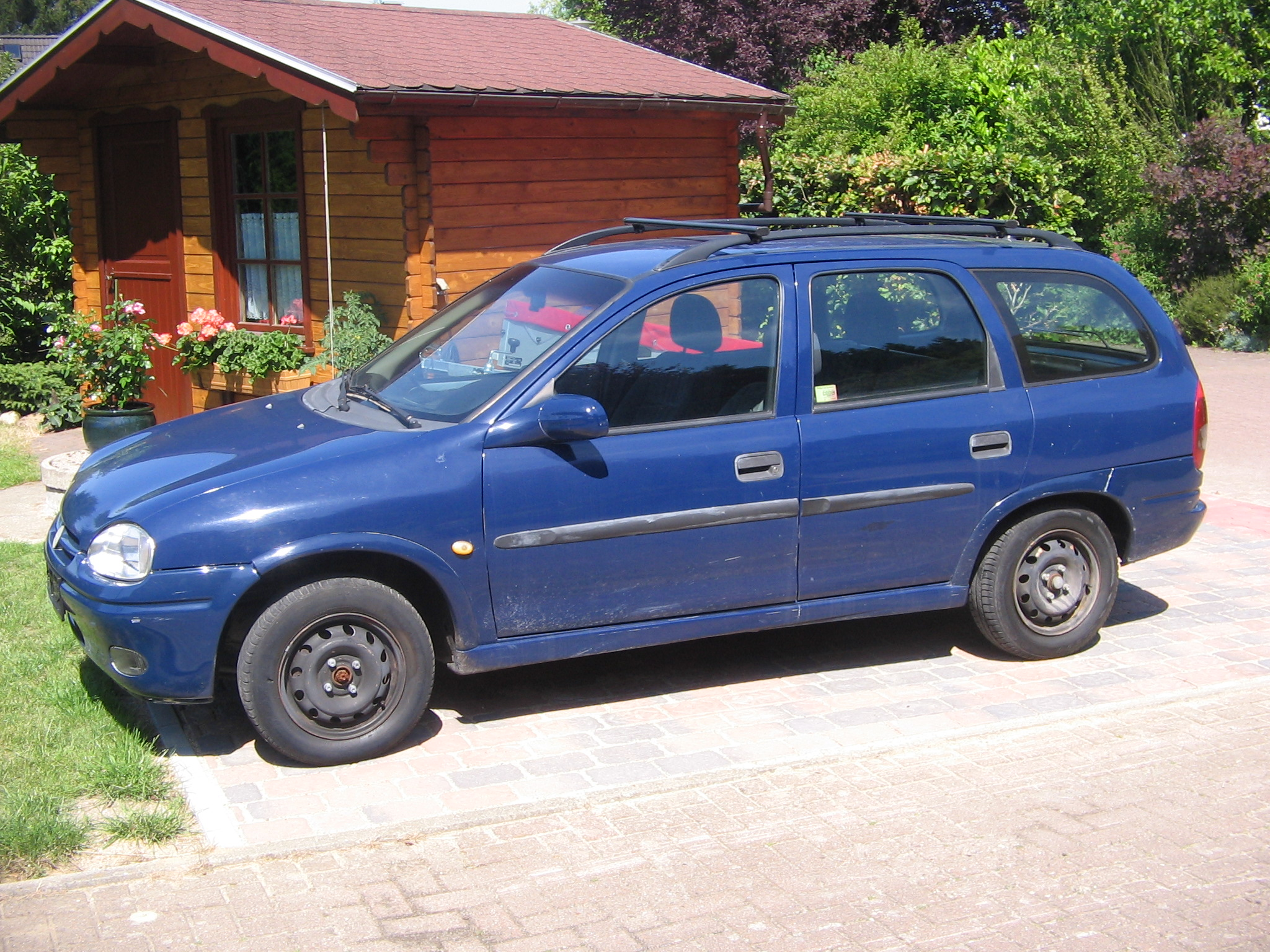
Opel Corsa Station Wagon
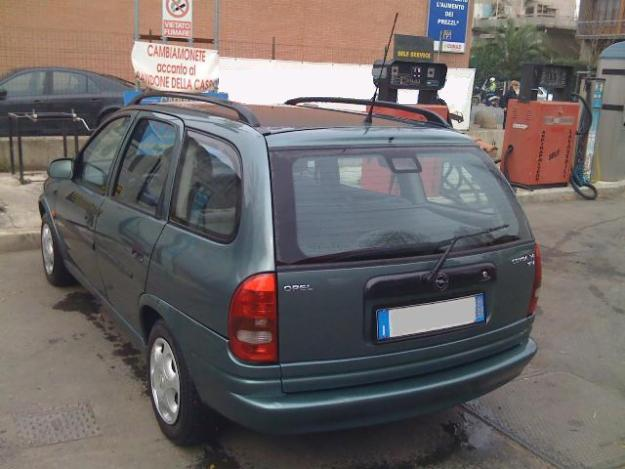
Opel Corsa Station Wagon
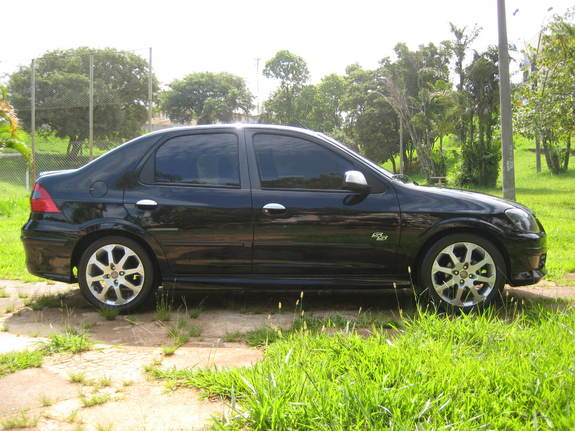
Chevrolet Prisma
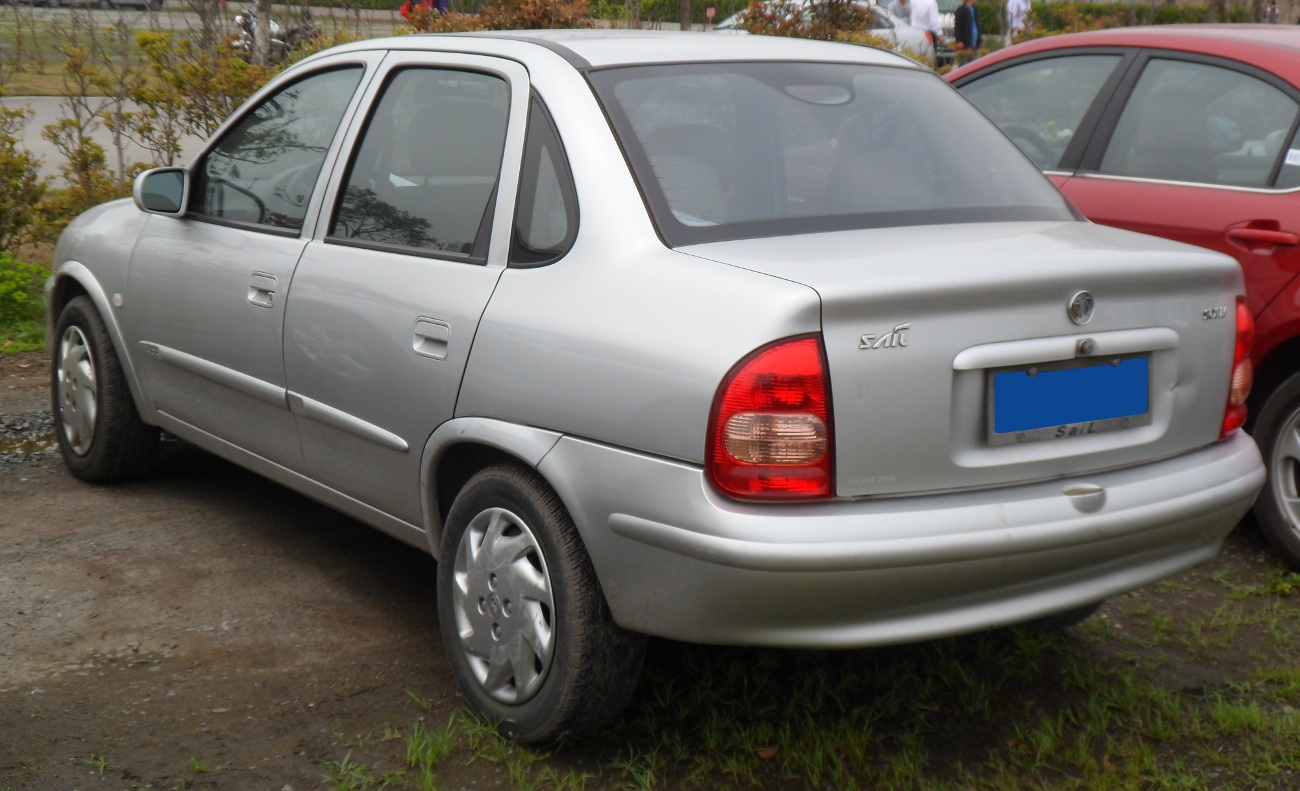
Buick Sail Sedan
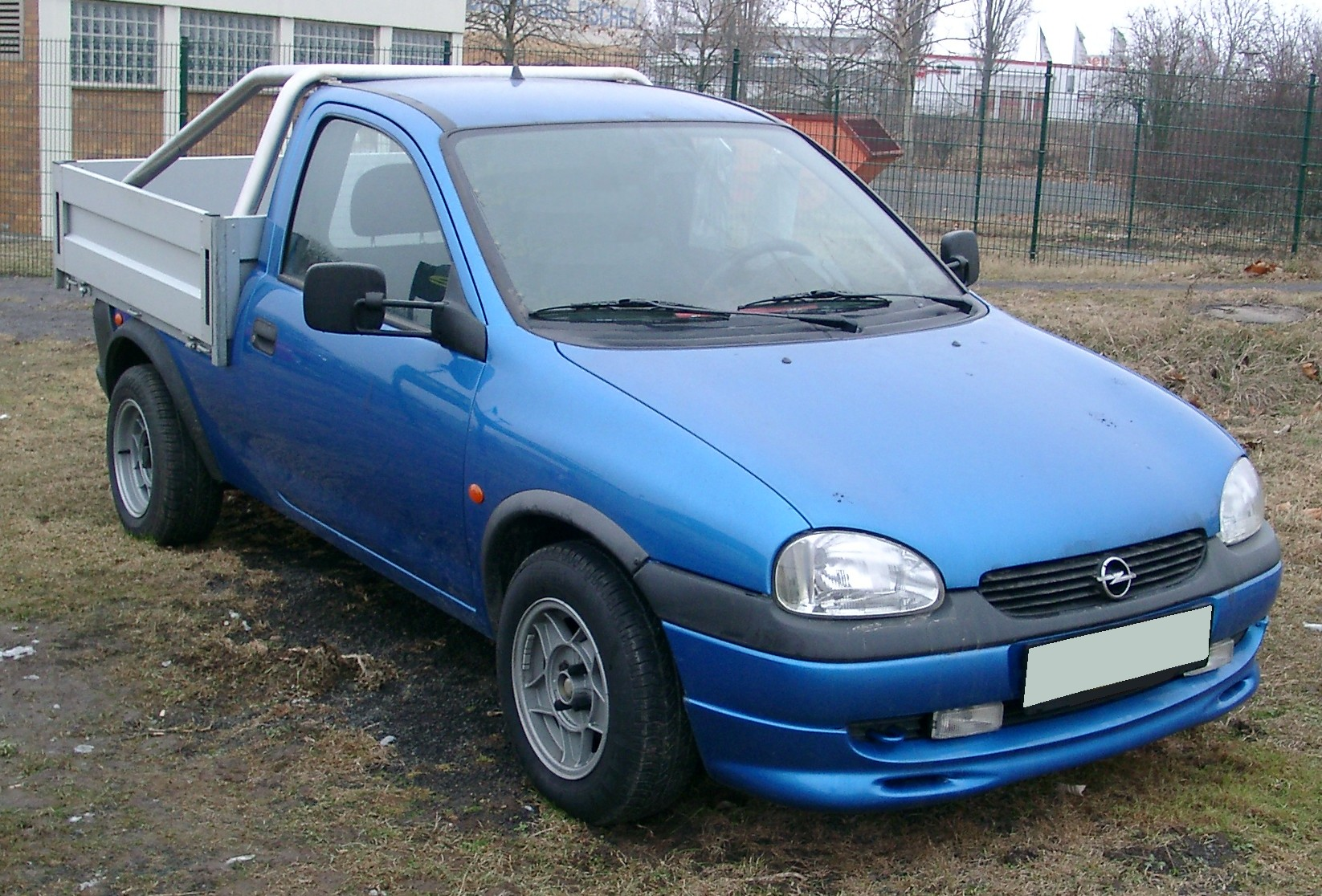
Opel Corsa Pickup
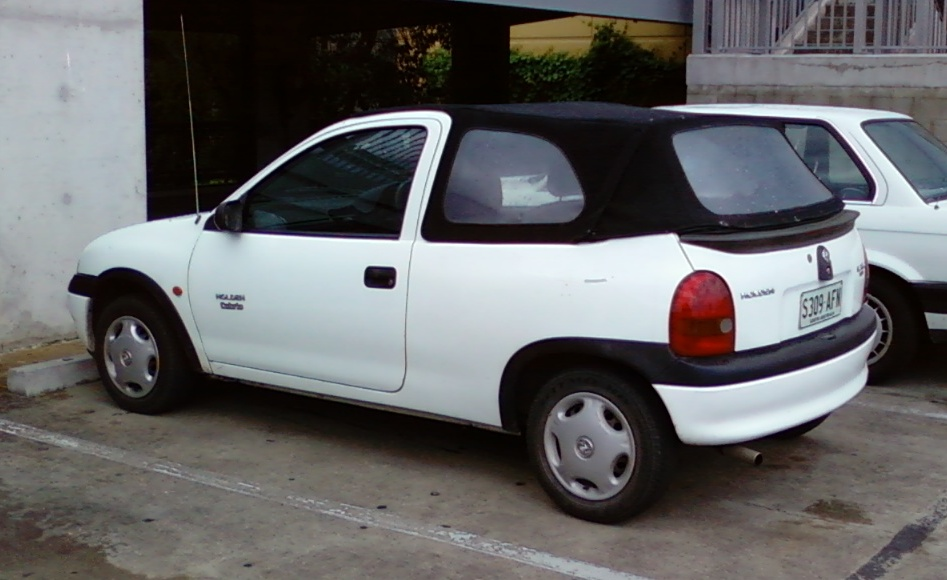
Holden SB Barina Cabrio
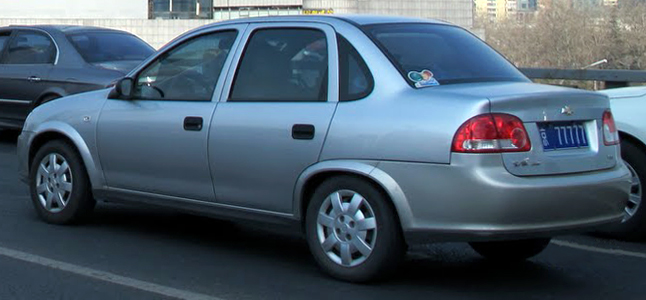
Chevrolet Sail
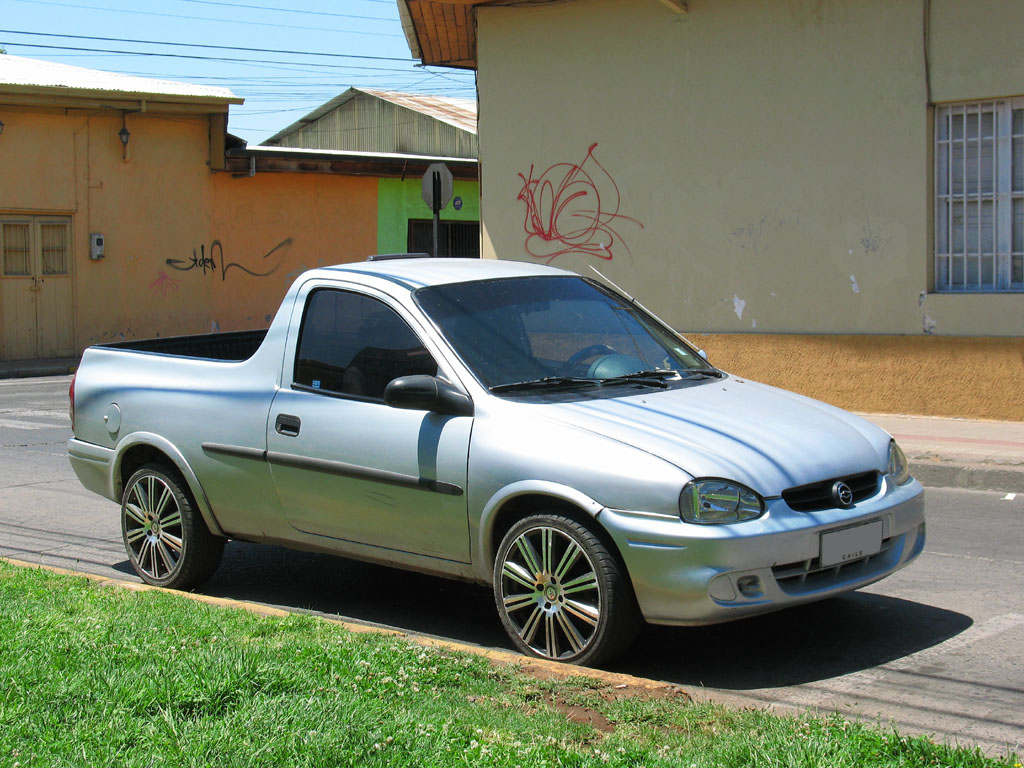
Chevrolet Corsa 1.6 ST Pickup

## Corsa Moon

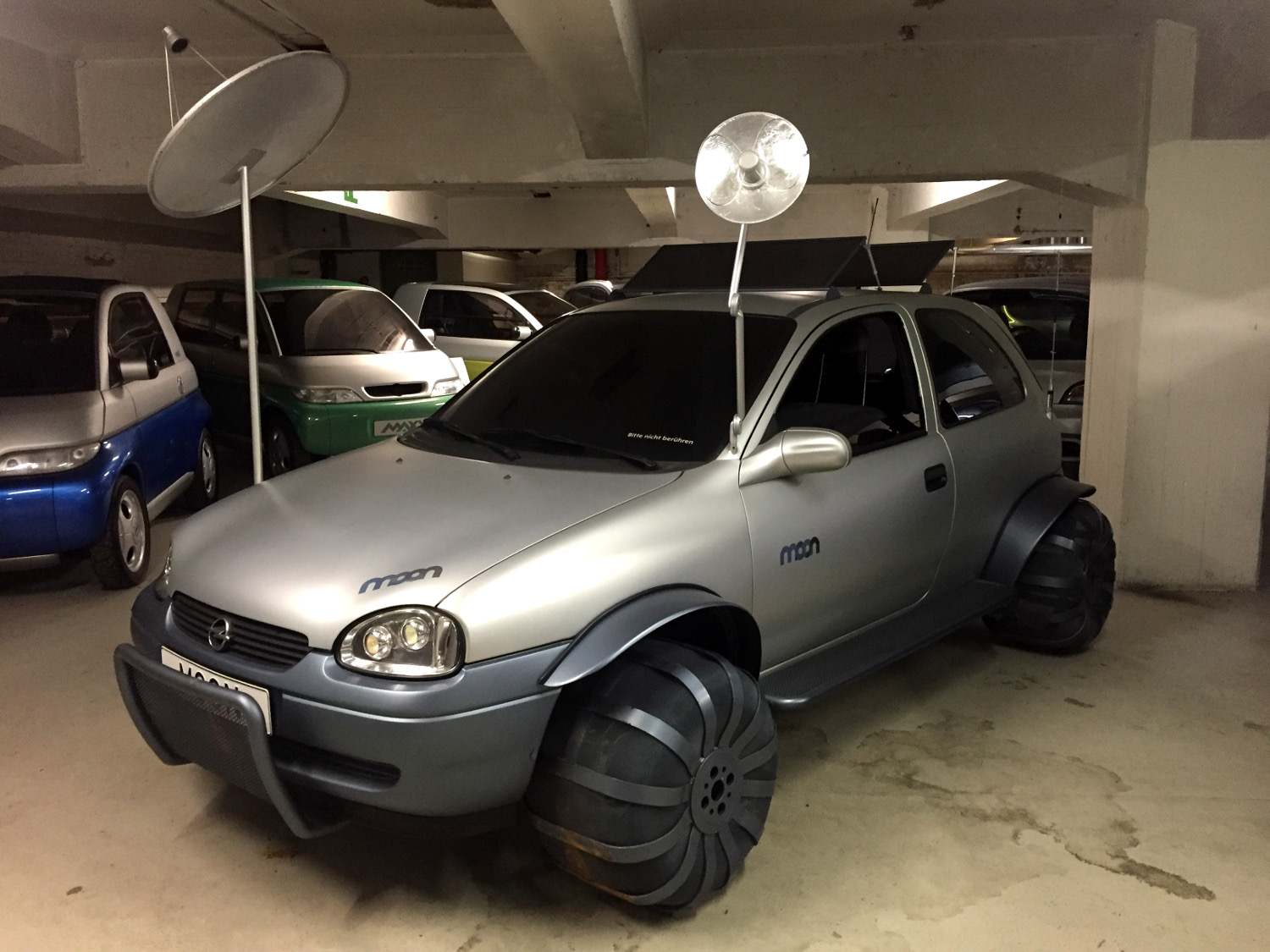
Opel Corsa Moon

Der Opel Corsa Moon war eine Designstudie aus dem Jahr 1997.